# 台鐵EMU600型電聯車
台鐵EMU600型電聯車是臺灣鐵路管理局（略稱臺鐵或臺鐵局，現改制為臺灣鐵路公司）的交流電用通勤型電聯車，為台鐵史上第三款通勤電聯車，也是EMU500型的後繼車型。
2023年8月24日起，由於有3編組轉向架馬達座固定處出現龜裂，台鐵將全部56輛車暫時停用全面檢修，定期運用將由EMU500型替駛；轉向架修復標案於2025年2月21日由工業技術研究院得標，除了已回歸沙崙線行駛並配置於嘉義機務段的EMU610、EMU609外，其餘12組陸續修復中。

## 概要

### 引進簡史
台鐵局於1998年進行宜蘭線與北迴線鐵路電氣化工程，考量到電氣化通車後，現有的EMU500型車輛數不足以替代宜蘭線及北迴線的無空調普通車，於是台鐵局計畫新開採購14組56輛通勤型電聯車之標案，最終於1999年由韓國鐵道車輛（KOROS，現為現代Rotem）得標，台鐵以50,244,000美元之價格訂購了14組56輛的電聯車，將這批新採購的電聯車型號定為「EMU600」，其中兩組依據合約內容須於台灣組裝，以達到技術移轉的目的。

### 車輛交付
2001年10月3日，首批2組8輛的EMU601及EMU602原型車編組由巴拿馬籍的史黛拉皇后號貨輪裝載由韓國運抵基隆港，卸船完成後由R153號柴電機車牽引至樹林調車場進行各項靜態系統測試，10月11日起由新竹機務分段（現在為新竹機務段）進行動態試運轉行程，並於同年12月投入正班車營運服務。
後續交付的EMU600型列车，则因KOROS更名為Rotem，而變更銘板成為Rotem公司的產品。
2002年9月2日，最後一批技術轉移的2組8輛車EMU613及EMU614編組於唐榮鐵工廠組裝完成出廠，並於同年10月11日正式投入營運:3。

## 規格與構造

### 集電弓及高壓設備
本型車的電力來源是由位於EP車的集電弓自電車線引入的25,000V高壓電，其經由真空斷路器，進入主變壓器一次側進行降壓。主變壓器二次側電路為牽引整流／變流器供电，三次側为靜式變流器供电。靜式變流器輸出三相440V-60Hz交流電，供車廂的空调设备和照明设备，以及冷卻鼓風機、空氣壓縮機等使用。
本車型之集電弓與EMU500型採用之樣式並不相同，為使用構造較簡單的法國法维莱（Faiveley）製新型集電弓（差異為本型車為純單臂式，EMU500型之上半部為剪型設計）。

### 控制裝置及馬達
本型車為台鐵首款搭载新一代的脈衝寬度調變（PWM）整流器搭配絕緣柵雙極電晶體（IGBT）牽引變流器控制技術的列車，亦為首次採用日本東芝（TOSHIBA）產品的列車；由於IGBT元件的運作頻率較GTO元件來的高，因此馬達運作的磁勵音較EMU500型來的小。
EMU600型的牽引馬達为KOROS製鼠籠式三相非同步交流馬達，單輛馬達車裝有4具牽引馬達，由於EMU600型車體較輕，故採用出力較EMU500型略小的240 kW牽引馬達，單組兩輛馬達車最高可出力1920 kW，最大牽引力達194.2 kN，0-50 km/h的平均加速度達0.87 km/h/s，與EMU500型並列為台鐵啟動加速度最快的車種；由於本型車仍主要是作為通勤電車使用，因此最高車速則和EMU500型相同，為110 km/h。
本型車在電門操作上設有車速自動控制功能（簡稱「速控」模式），可利用電門把手上的時速刻度表做速度控制。此外，本型車可和EMU500型進行聯掛總控制運轉，增加車輛調度靈活度（但無法與EMU500型機電系統更新編組進行總控制運轉）。

### 機電散熱系統
本型車之控制元件之散熱方式為使用新型自然風冷式散熱器，為藉由導熱管與散熱鰭片，由列車行進之風量達自然冷卻之效果的散熱系統，因此EMC及EM車並沒有設置散熱鼓風機，噪音極低為EMU600型電聯車的一大特點，不過EMC及EM車側仍保有牽引馬達進氣口，與EMU500型相同。EP車的主變壓器散熱方式仍為油浴強制風冷式，原理為使用散熱油來進行主變壓器本體降溫，流經變壓器的高溫散熱油利用油泵送入涼油器由鼓風機進行風冷降溫，冷卻後再送入變壓器，完成散熱循環。

### 轉向架
EMU600型裝用阿爾斯通所製造的轉向架 。其一次承懸為圓錐橡皮彈簧，二次承懸則為空氣彈簧。

### 軔機系統
本車型為台鐵首款設有回生電力剎車系統的車種，將制軔（剎車）時牽引電動機所產生的電力回饋到電車線供沿線其他電聯車使用，因此車頂沒有設置電阻器，可大幅減少電能浪費。電軔系統使用的時機為列車實際行駛車速大於電門把手設定速度時將自動啟動，電軔與氣軔間具備有與EMU500型相同的電空調和系統，如制軔（煞車）時遇電軔力小於所需減速度時，會經過微電腦系統判斷所需氣軔力，自動加入氣軔使列車可獲得更大的減速力。另外由於本型車司軔閥（煞車把手）並未納入回生電軔控制系統，需使用電門把手做速度控制減速才具有回生電軔功能，若僅操作司軔閥則完全仰賴氣軔摩擦軔機進行減速。

### 列車控制及監視裝置（TCMS）
為繼E1000型之後，再度設置列車監控及監視TCMS系統（Train Control & Monitor System），在駕駛台上並設有觸控式顯示器（類似電腦螢幕），可藉此裝置遠隔操作列車上的部分設備，顯示車輛在行走時的各種資訊，及各設備運作是否正常，並可於故障發生自我診斷使駕駛可迅速掌握故障。EMU600型的TCMS為簡易型設計，因此會發生顯示不正確的問題（兩組以上聯控運轉時，部分駕駛車之TCMS甚至會有"閃退"現象）。另外與EMU500型聯掛時，無法透過系統查看EMU500型之狀況。

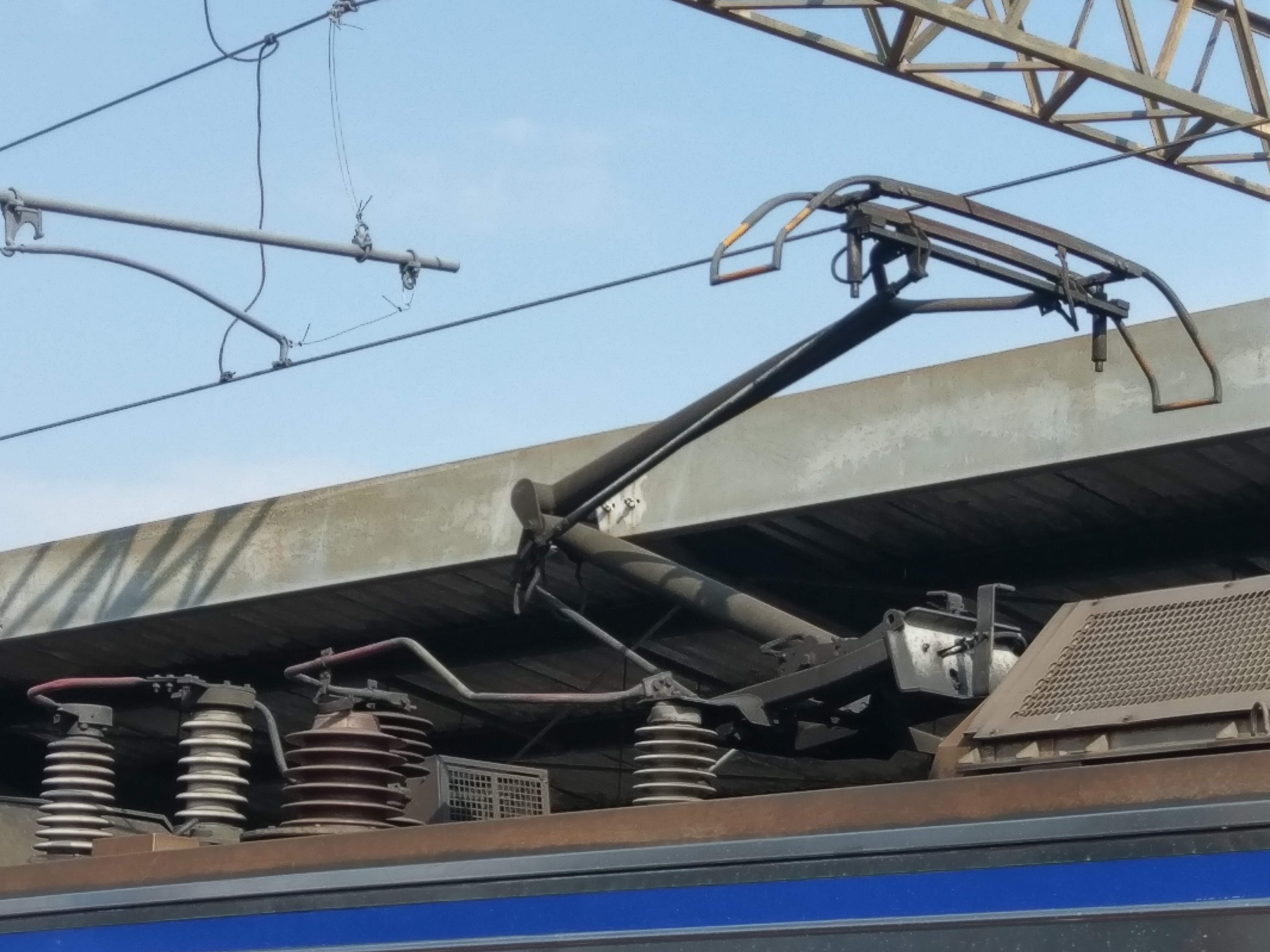
此為EMU600型的集電弓；可看出與EMU500型所裝用的樣式不同
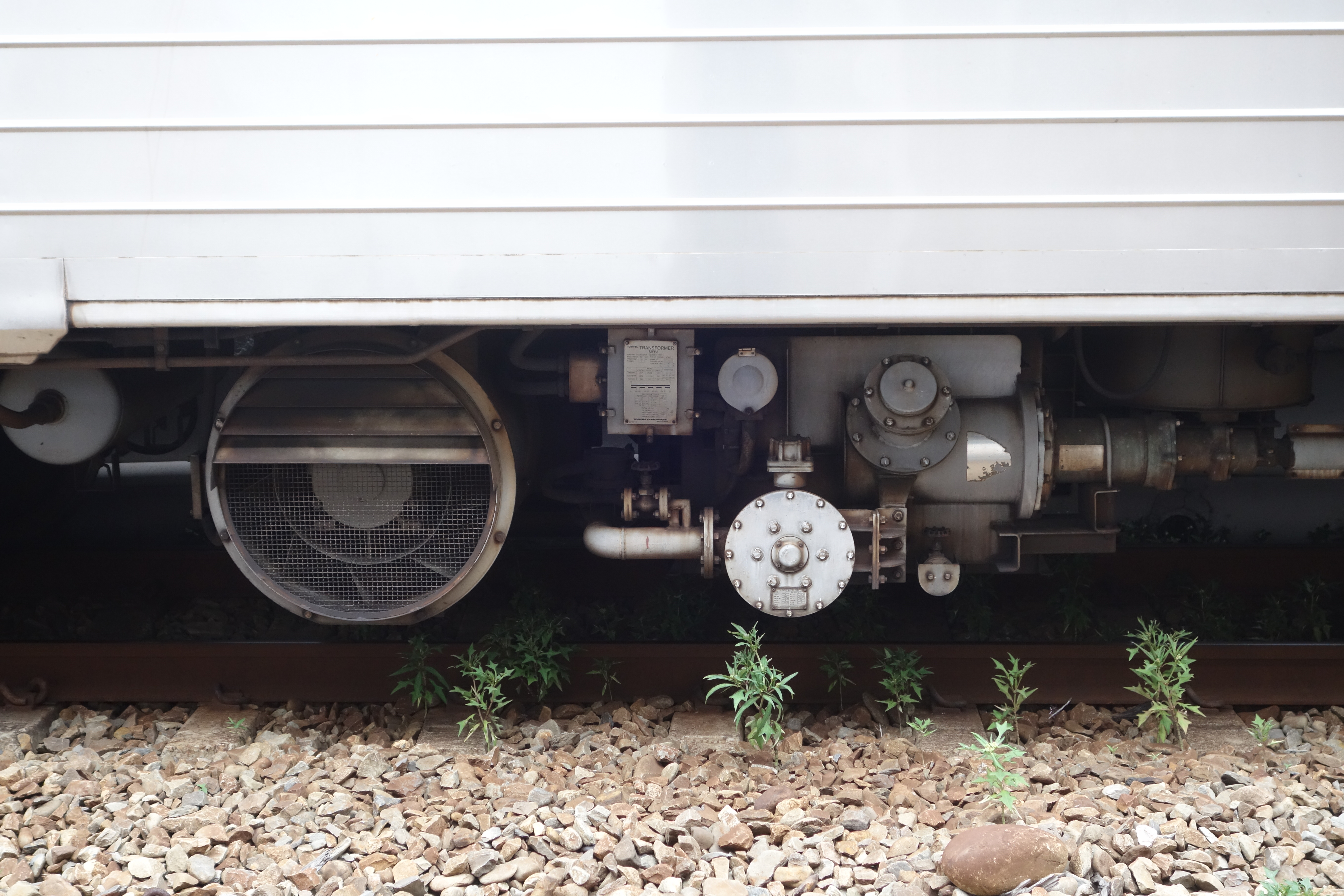
設於EP車的主變壓器
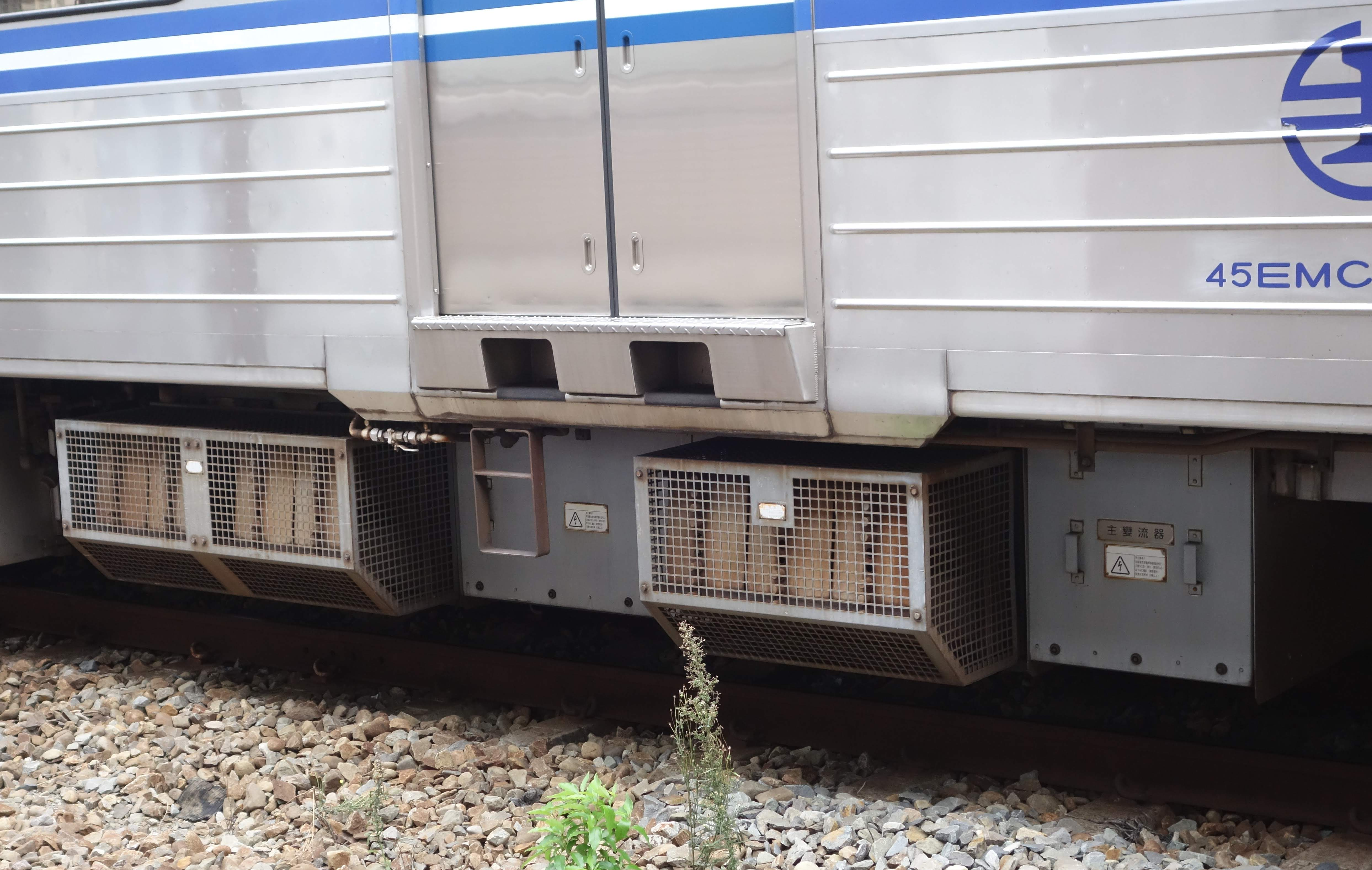
設置於EMC及EM車的牽引整流/變流器及IGBT組件設備箱
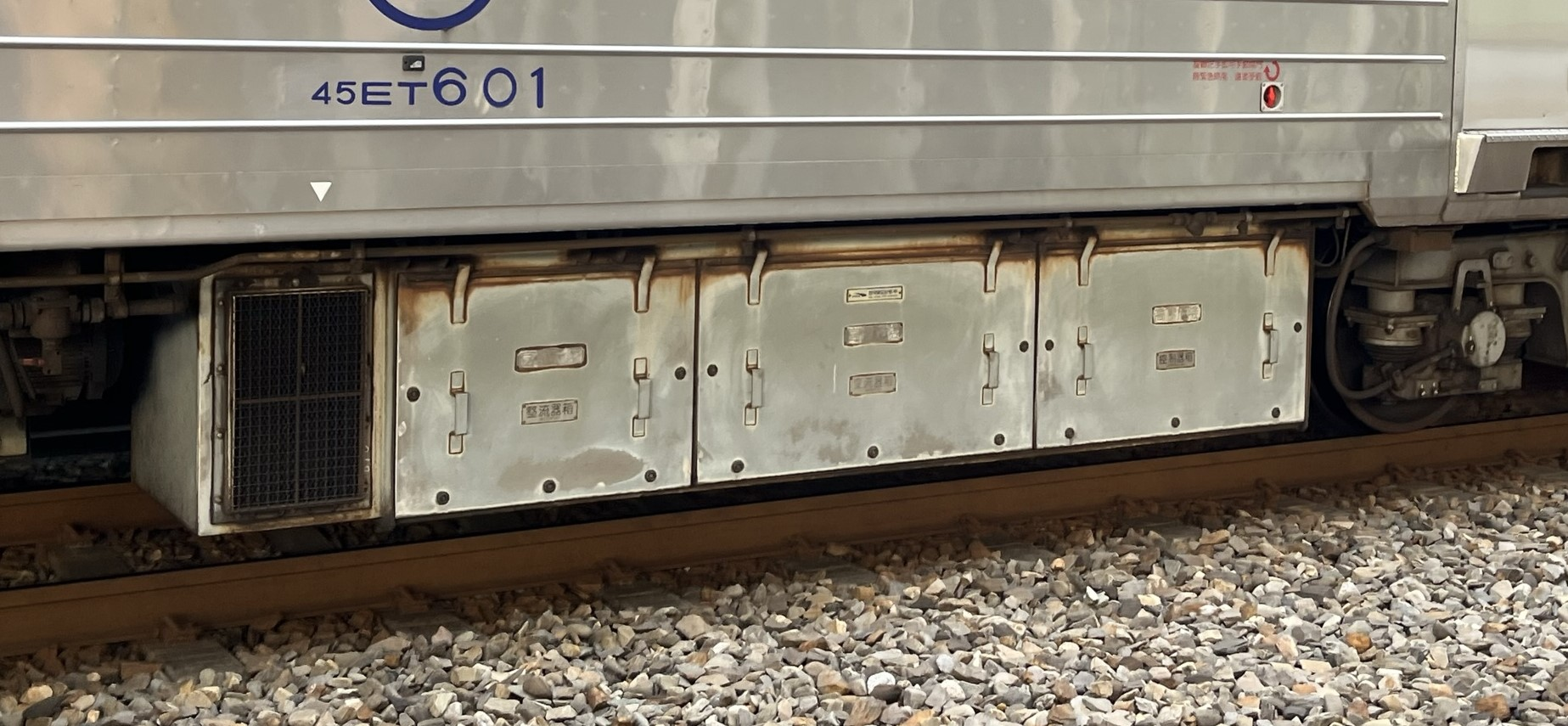
設置在ET車負責供應冷氣、照明電源的靜式變流器
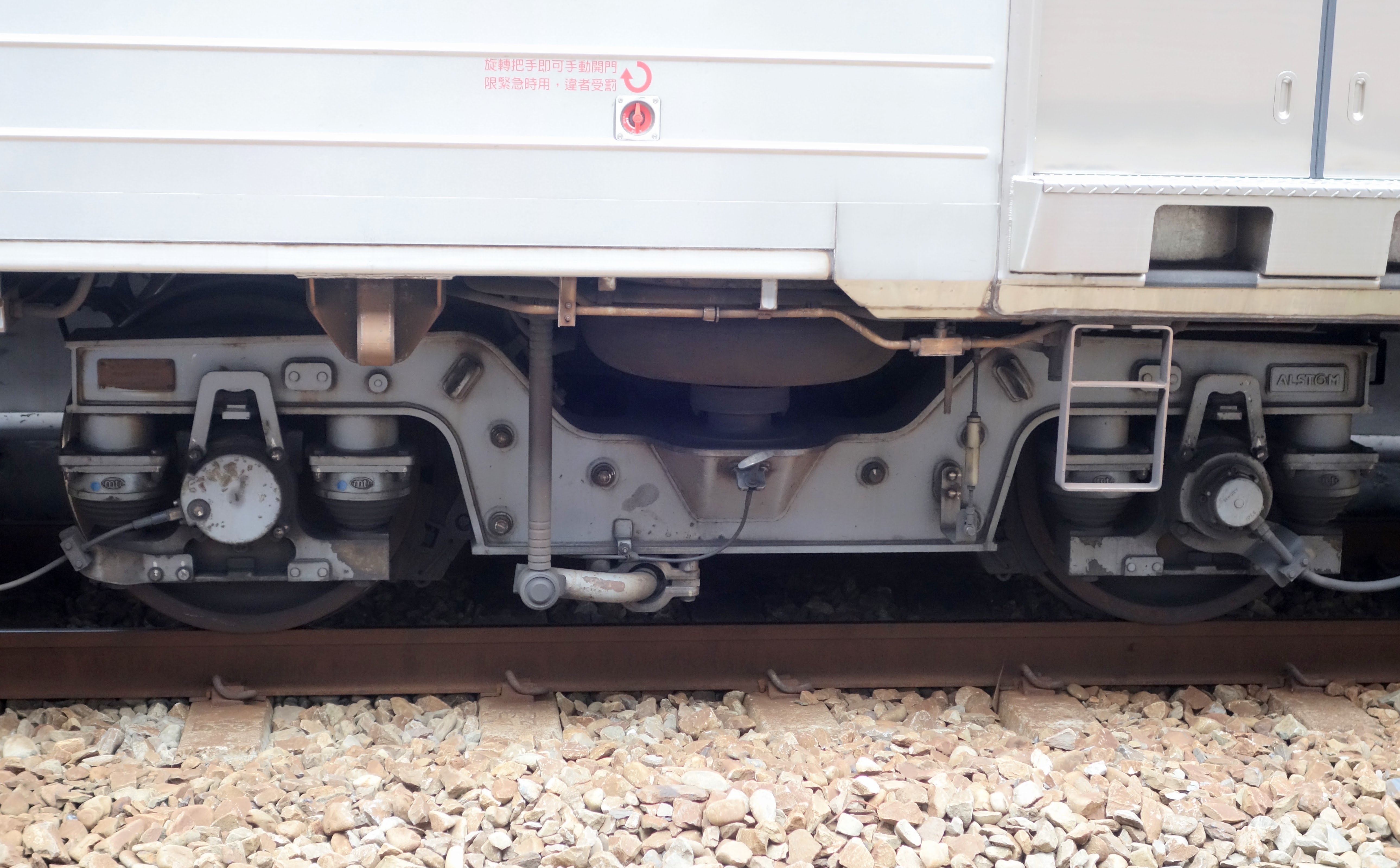
EMU600型的轉向架
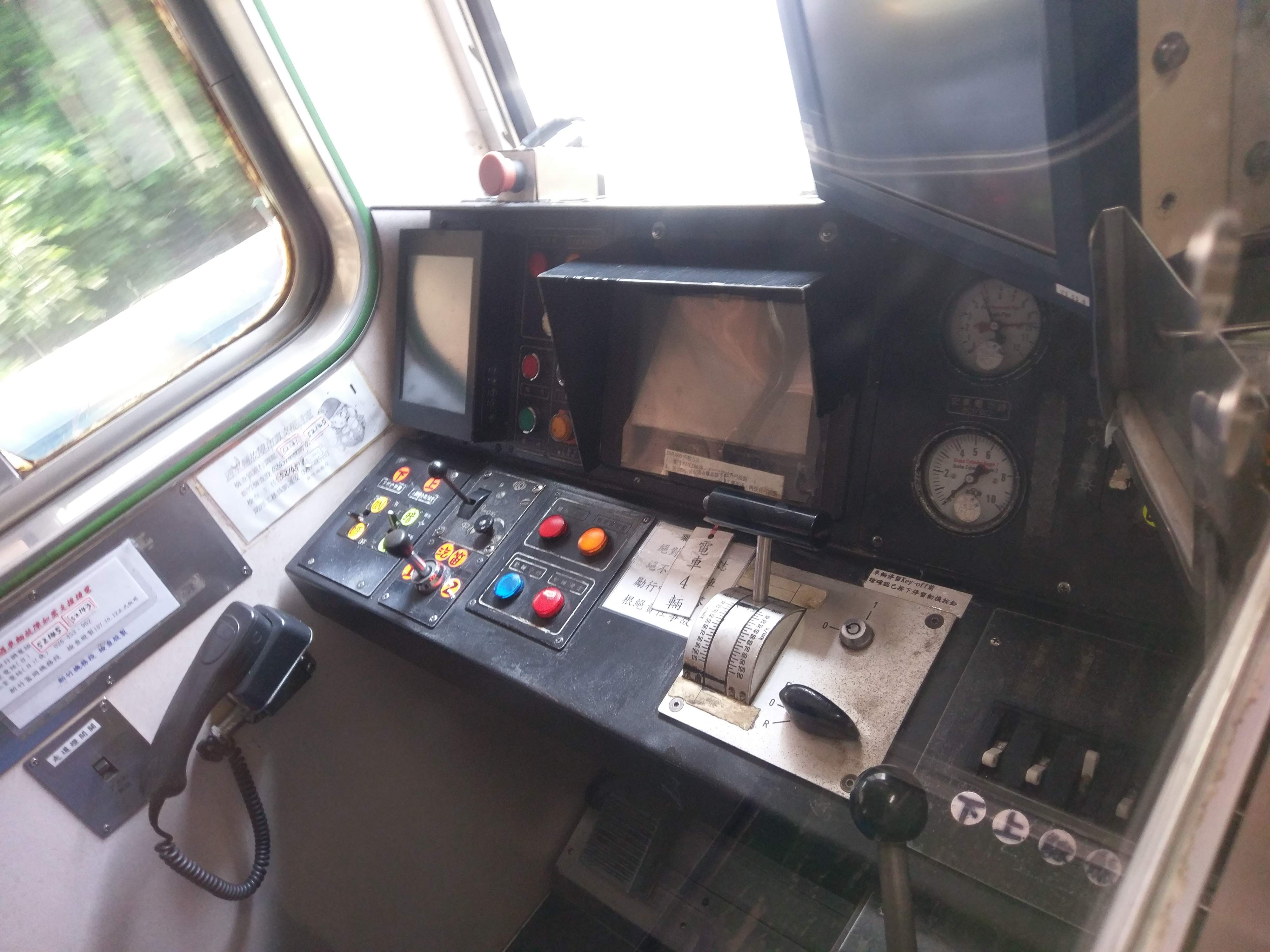
EMU600型的駕駛台（圖片左側的螢幕為到站播音控制面版，中間的則為TCMS螢幕，右上方的螢幕則為ATP保安裝置系統）
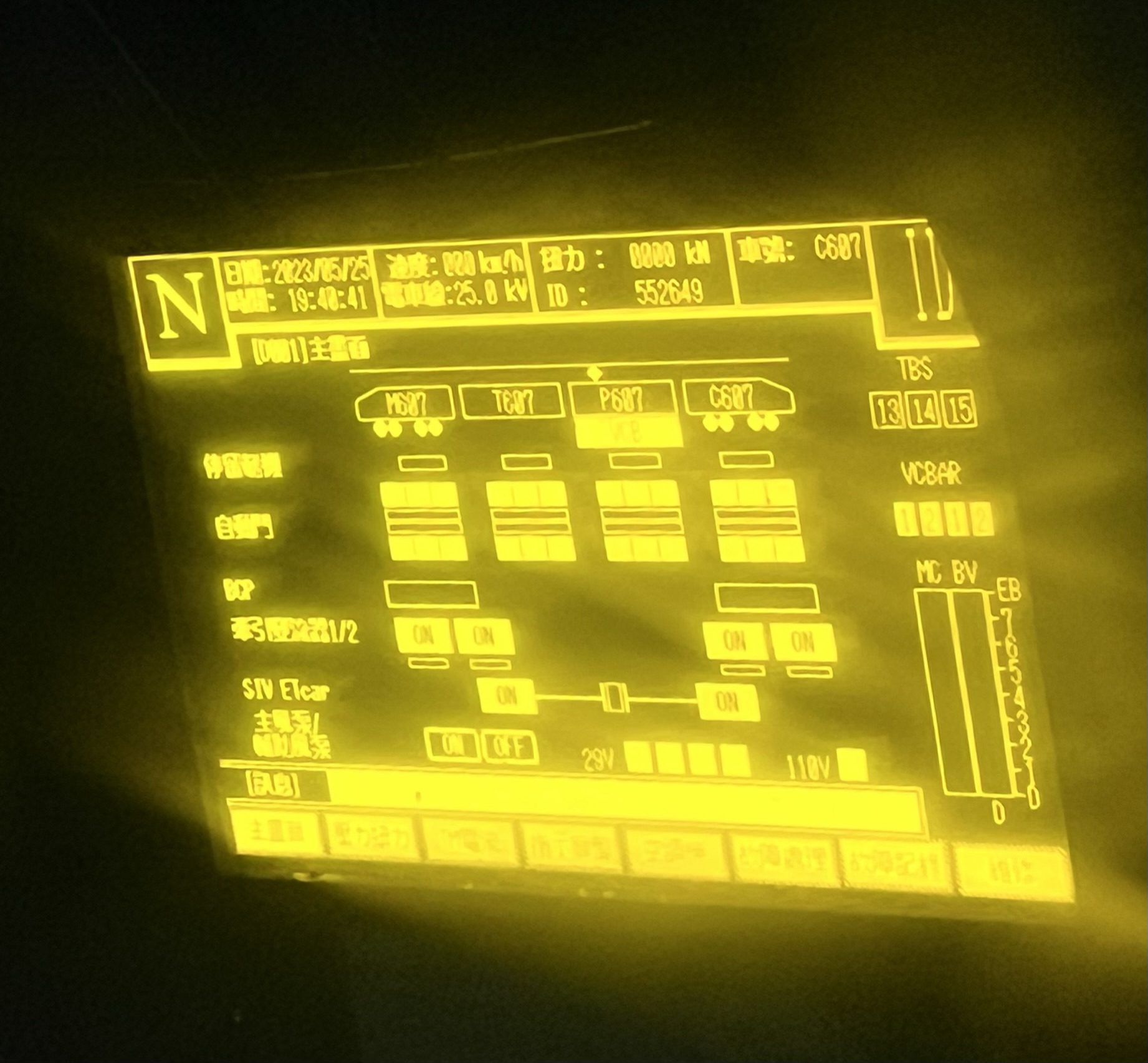
列車控制及監視裝置（TCMS）螢幕顯示畫面
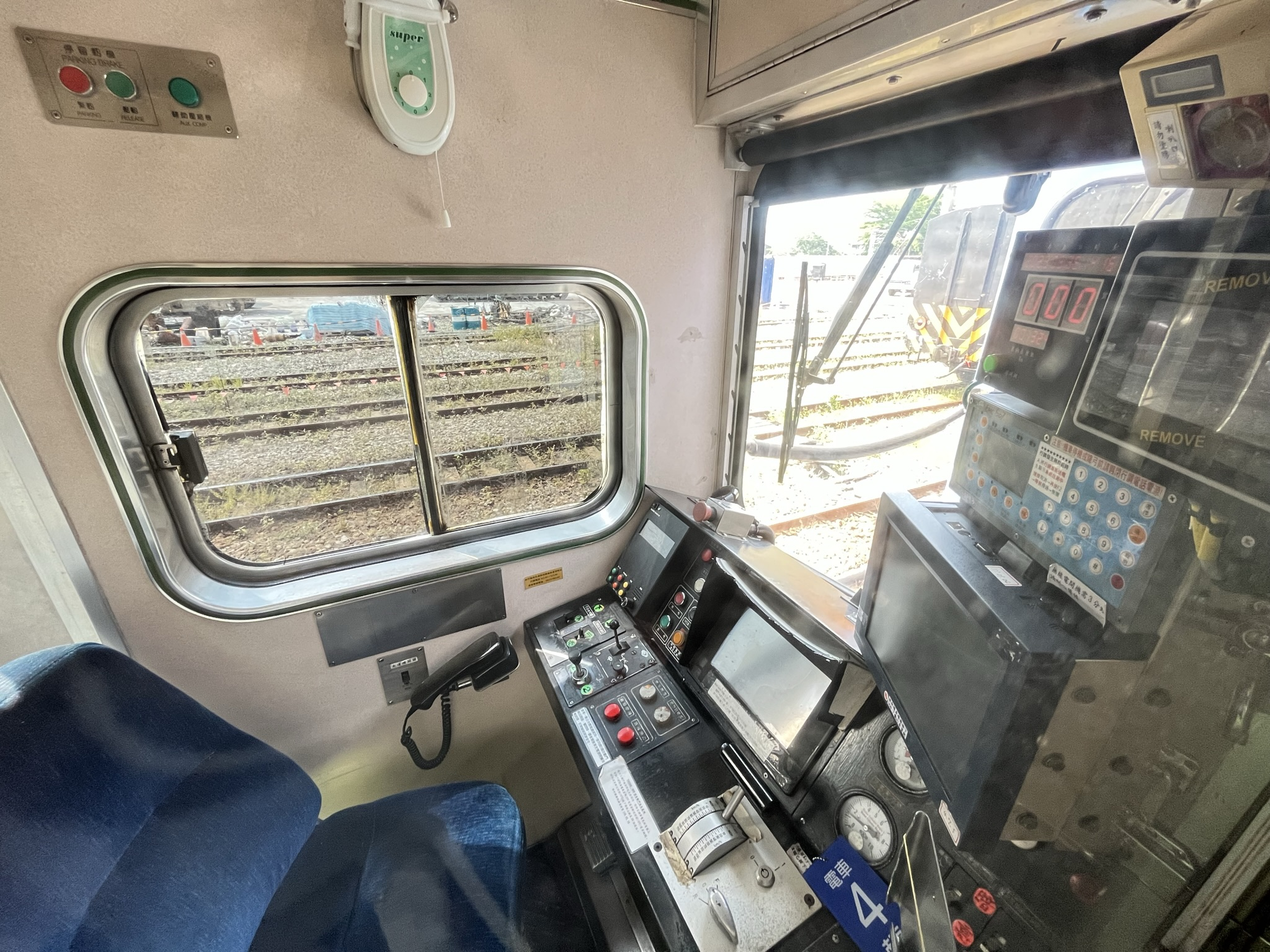
EMU600駕駛室內部全景圖

## 特色與比較
EMU600型的設計，原則上是延續EMU500型，相關內容請參閱維基學院。

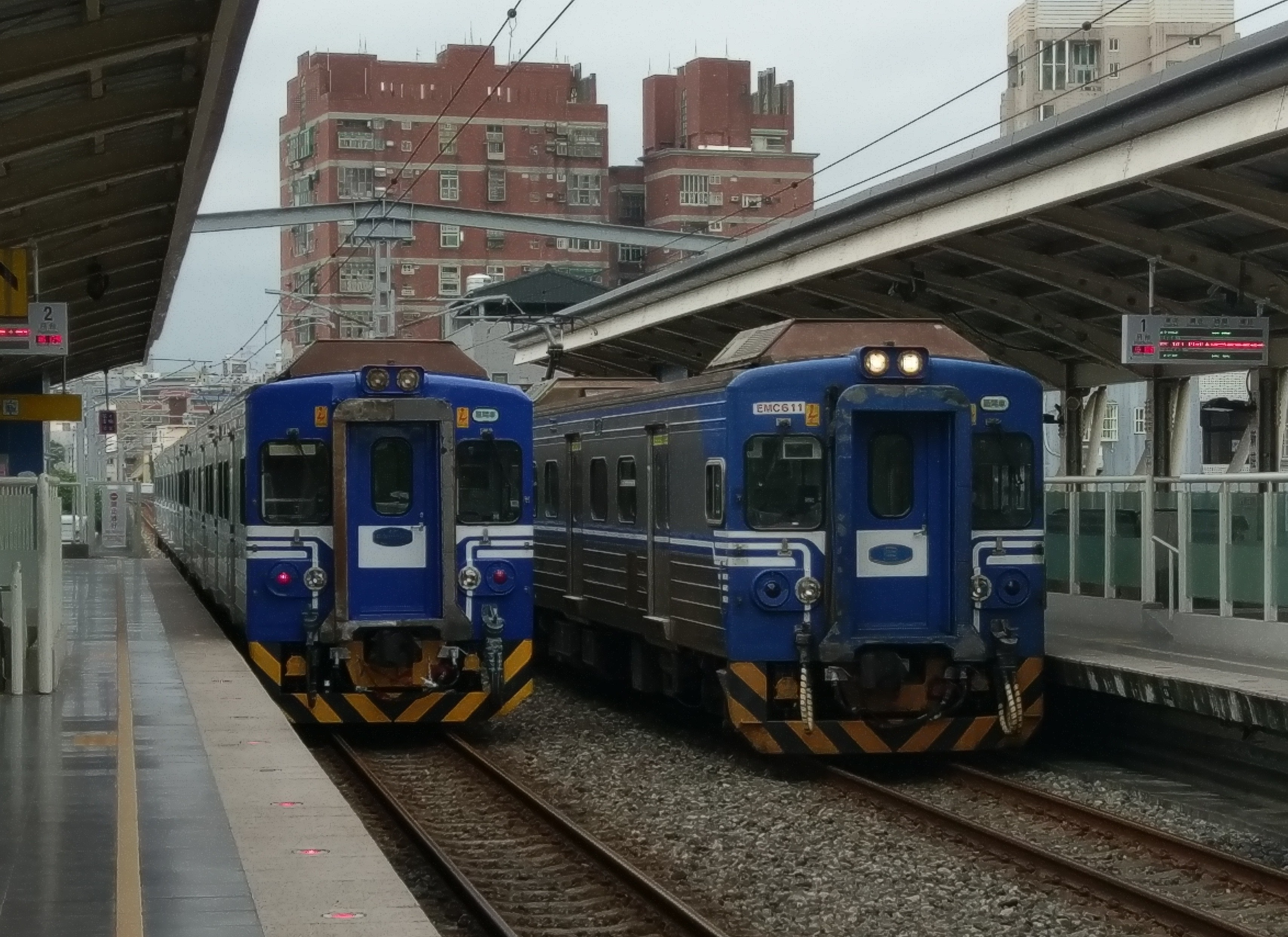
EMU500型與EMU600型車頭正面之差異（於內灣線 新莊車站）
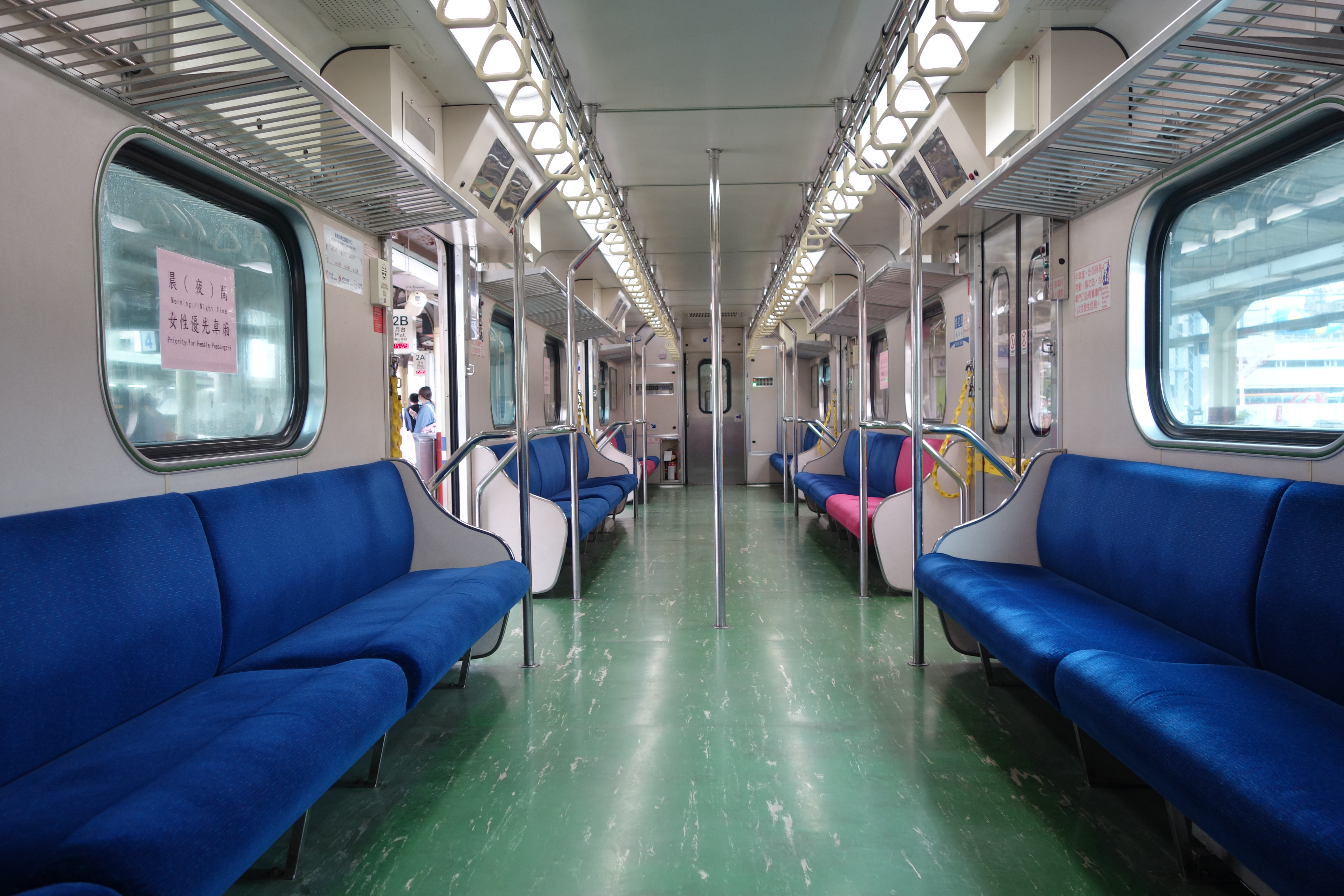
EMU600型座椅改造車採用絨布沙發椅

## 形式說明與編組方式

### 概要
EMU600 以每4輛為1編組，最多可4編組共16輛連結在一起，更可與EMU500型重聯運轉（完成機電改造之EMU500除外）。
45EMC600型
駕駛馬達車，附有車長室，座位：62人，立位：118人，一共14輛（EMC601-EMC614），皮重37.95噸，長20.33公尺，寬2.853公尺，高3.964公尺。
50EP600型
電源拖車，座位：64人，立位：116人，一共14輛（EP601-EP614），皮重37.22公噸，長20.33公尺，寬2.853公尺，高4.234公尺（降弓）。
45ET600型
拖車，附設無障礙設施，座位：52人，立位：128人，一共14輛（ET601-ET614）,皮重35.22公噸，長20.33公尺，寬2.853公尺，高3.964公尺
45EM600型
駕駛馬達車，座位：62人，立位：118人，一共14輛（EM601-EM614），皮重38.10公噸，長20.33公尺，寬2.853公尺，高3.964公尺。

### 編組方式
本型車進口時下船之初並未統一律定擺放方向，EMC 車駕駛室端面於西部幹線，朝向南下與朝向北上數量相當，兩組以上重連時亦不限制須同向或反向；若運用於成追線一趟之後，車廂方向將有顛倒之情況。
|          | EMU600 ←（逆行）方向（順行）方向→ |               |               |                |
| 車廂編號 | 1                                 | 2             | 3             | 4              |
| 集電弓   |                                   | ＜            |               |                |
| 形式     | 45EMC600 （Mc）                   | 50EP600 （T） | 45ET600 （T） | 45EM600 （Mc） |
| 安裝機器 | VVVF,Rc                           | Mtr,VCB       | SIV,CP        | VVVF,Rc        |
| 其他設備 |                                   |               | 無障礙設施    |                |
| 載客量   | 180人                             | 180人         | 180人         | 180人          |

圖表範例：
- VVVF：主控制裝置（牽引整流/變流器；VVVF變頻器）
- Rc：整流器
- Mtr：主變壓器
- VCB：真空斷路器
- SIV：靜態式變流器
- CP：空氣壓縮機
- ：駕駛室,車長座位
- ：廁所
- ：無障礙設施（輪椅停放區及多功能廁所）

## 列車改造計畫

### 列車資訊系統改造

#### 初始改造
在2010年下半年時，配合沙崙線營運需求，台鐵將本型車中的5組本型車進行改造：

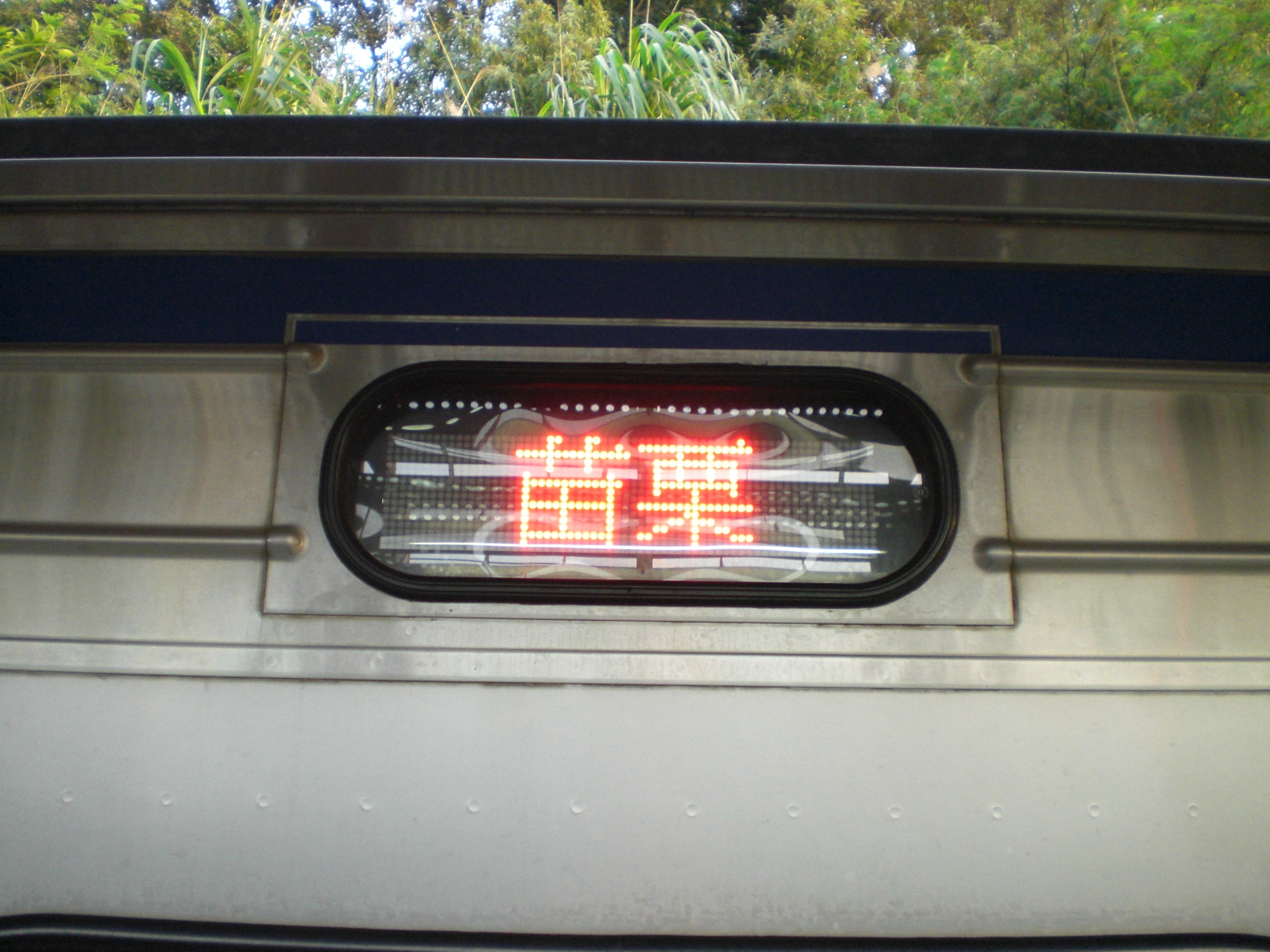
LED車外終點顯示器（行先板）

1. 車門上方新增2台液晶螢幕（LCD）車內到站顯示器（Station Indicator，簡稱 SI）。左側螢幕為資訊顯示器，顯示目前時間、下一停靠站（中英顯示）、所在車廂編號、列車目前運行位置及沿途各車站的路線圖、乘車安全宣導、列車到站開門方向、車內各項設備配置圖、台鐵高鐵最近兩班車的轉乘等資訊；右側為廣告顯示器，顯示廣告、政令宣傳跑馬燈等資訊（下一停靠站為高鐵、捷運、其他路線的轉乘站時，會輔助顯示轉乘資訊）。
2. 其主機設備則裝設在非駕駛室/廁所端的單側行李架上方，另SI顯示控制盒則設於車門旁上方。
3. 原位於車門上方的車門聯控裝置，移至車門右側上方；開門、關門、警告按鈕從橫式排列改為直式排列，也將車門故障警示紅燈移至裝置啟動鑰匙孔上方。
4. 車體側面外觀繪製上最具台南特色的圖案，由台南地區各大專院校參與台鐵沙崙支線「百年列車車體彩繪競賽」進行設計，最終以長榮大學資管系所設計的關子嶺水火同源、白河蓮花、台江國家公園、台南四草黑面琵鷺作為車體彩繪的樣貌。因外觀貼紙退色和破損而已撕除。
5. 車內座椅、駕駛員席、車長席由深綠色塑膠皮椅改為水藍色絨布椅（博愛座為粉紫色）。
6. 車內客室增設閉路監視器（CCTV），並在車門旁增設緊急對講機。
7. 車側終點顯示器（Destination Indicator，簡稱 DI）由原先捲簾式行先板更換為 LED 顯示幕，並在 EMC / EM 車端面的車長/機械室前風擋內增設車頭終點顯示器（Front Indicator，簡稱 FI）LED 顯示幕。
8. 車組端面的EMC600、EM600車號貼紙，改貼覆於車長/機械室前風檔上方。
9. 駕駛室、車長/機械室內增設資訊顯示系統觸控式控制面板（可設定 FI、DI、SI 顯示資訊及查看閉路監視器影像），車長/機械室另增設行車影像紀錄器、緊急對講機系統主機及閉路監視系統主機。

資訊顯示器
上半部資訊（由左至右顯示目前時間、下一停靠站、所在車廂編號）主要為灰底黑字顯示，除了下一停靠站為白底紅字顯示。
下半部資訊（由上至下顯示沿途車站路線圖、車內設備配置圖、列車編組示意圖）主要為淺黃色底，沿途各車站的路線圖以白底黑字的圓角長方形表示車站，車站之間以向左或向右突出於圓角長方形的正方形圖案標示列車行駛方向，最多可顯示停靠的某站及下面四座停靠站。列車編組示意圖同樣以圓角長方形表示（可設定顯示4節或8節車廂，如果掛有8節車廂但設定顯示4節車廂，則逆行端編組顯示1~4車，順行端編組顯示5~8車），所在車廂的圓角長方形會變成水藍色底。
列車往下一停靠站移動時，上一停靠站與下一停靠站的站名間的正方形會變成箭頭圖案，且下一停靠站的圓角長方形與突出的正方形會變成粉紅色底，接近下一停靠站時，路線圖會暫時消失，改為顯示本側/他側開門，上方的站名會持續閃爍。隨後當列車從該站開出時，只有站名隨列車行駛方向移到下一站，依此類推。而當列車距終點站若不滿四個站時，則終點站以後不再顯示圓角長方形和其中的站名，並依序遞減，運作模式與EMU700型類似。
廣告顯示器
螢幕除了最下方設置淺綠底黑字的跑馬燈資訊，其餘部份全為廣告顯示版面。

#### 後續改造
2011年下半年，因應六家線通車營運需求，剩餘的9組 EMU601-609也已完成上述改造，不過這批改造車輛與嘉義機務段5組的EMU610-614相較，除FI、DI採用紅綠雙色LED，與嘉義機務段的單色LED不同外，其字型和顯示方式也有差異（EMU601-609的切換方式為直接向上滑動，類似大多數列車的顯示器，而EMU610-614的切換方式為先消失再向上滑動，類似普悠瑪號的顯示器）。另外，車內SI之LCD顯示器的版面及顯示方式亦與嘉義機務段不同，且先後歷經四次改版。變化如下：

##### 第一代版本
資訊顯示器
其上半部資訊（目前時間、下一停靠站、所在車廂編號）採橘底白字顯示，沿途各車站的路線圖以藍線標示，並以白色圓圈表示為各車站，車站名稱則顯示在圓圈下方，兩車站名間並以「<<<」或「>>>」符號相連，標示列車行駛方向，最多可顯示停靠的某站及下面四座停靠站。
而列車往下一停靠站移動時，下一停靠站的站名上方白色圓圈會變成紅色，當接近某停靠站時，該站上方的紅色圓圈會持續閃爍。隨後當列車從該站開出時，紅色圓圈就會往列車行駛方向移到下一站，依此類推。當紅圈跑到螢幕顯示的最後一站後，從該站開出時，車站名稱會自動再跳到該站及下面四座停靠站。而當列車距終點站不滿四個站時，則終點站以後的圓圈下方不再顯示站名，並依序遞減。另外，與沙崙線的專用列車相較，可顯示各車站月台配置圖。
廣告顯示器

螢幕右側黃底區域可顯示當天台灣各主要縣市的天氣資訊，採直式文字顯示；下方跑馬燈資訊則採用藍底黑字，字體較小。

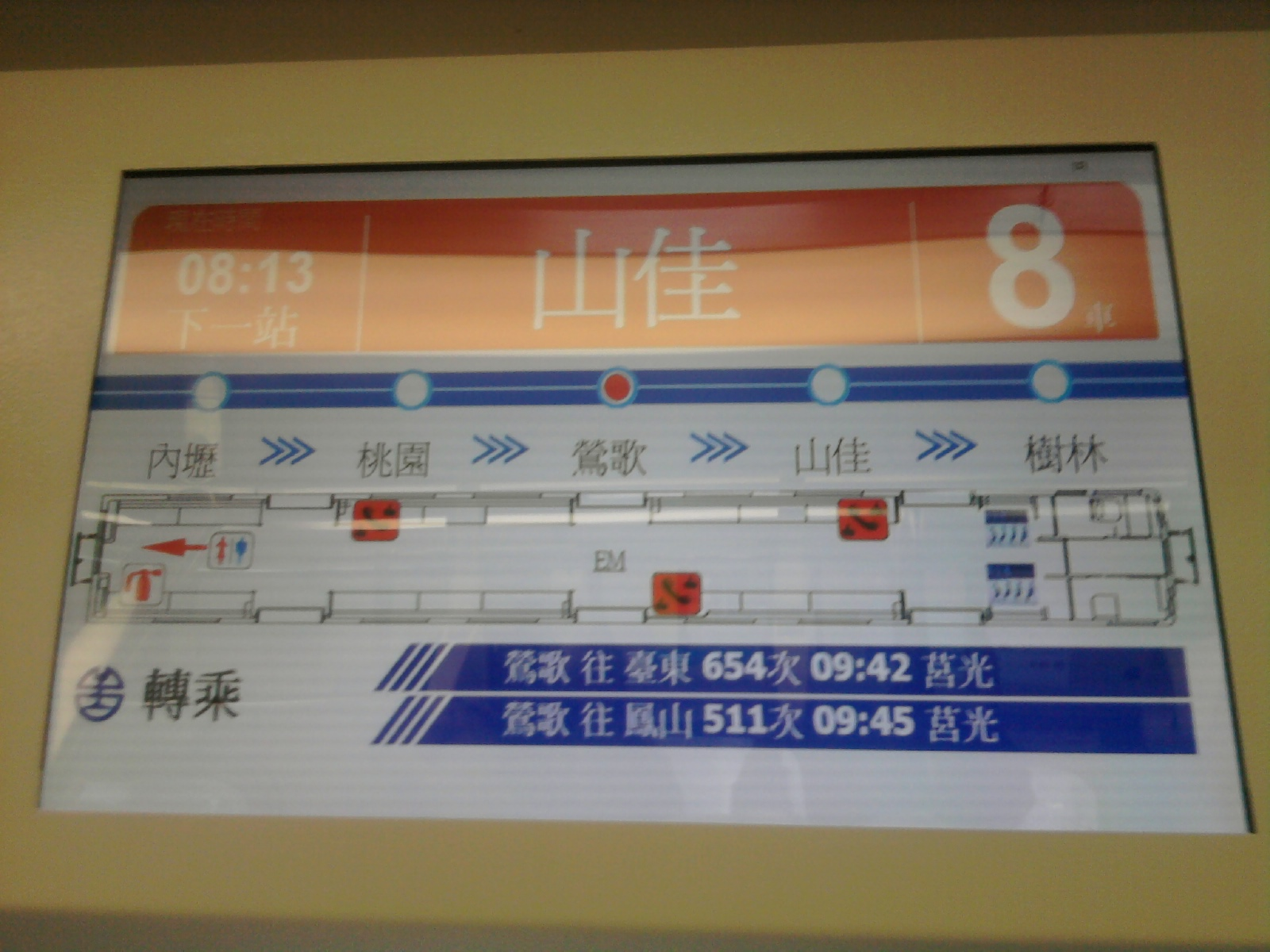
EMU600型資訊顯示器

##### 第二代版本
資訊顯示器
此次改版變動不大，不過新增近似地面軌道電車意象圖示的列車編組示意圖，但只能顯示四節車廂。
廣告顯示器

此次改版將螢幕右側區域的天氣資訊移除，下方跑馬燈資訊則變成與沙崙線列車相同的淺藍底色及大字體。

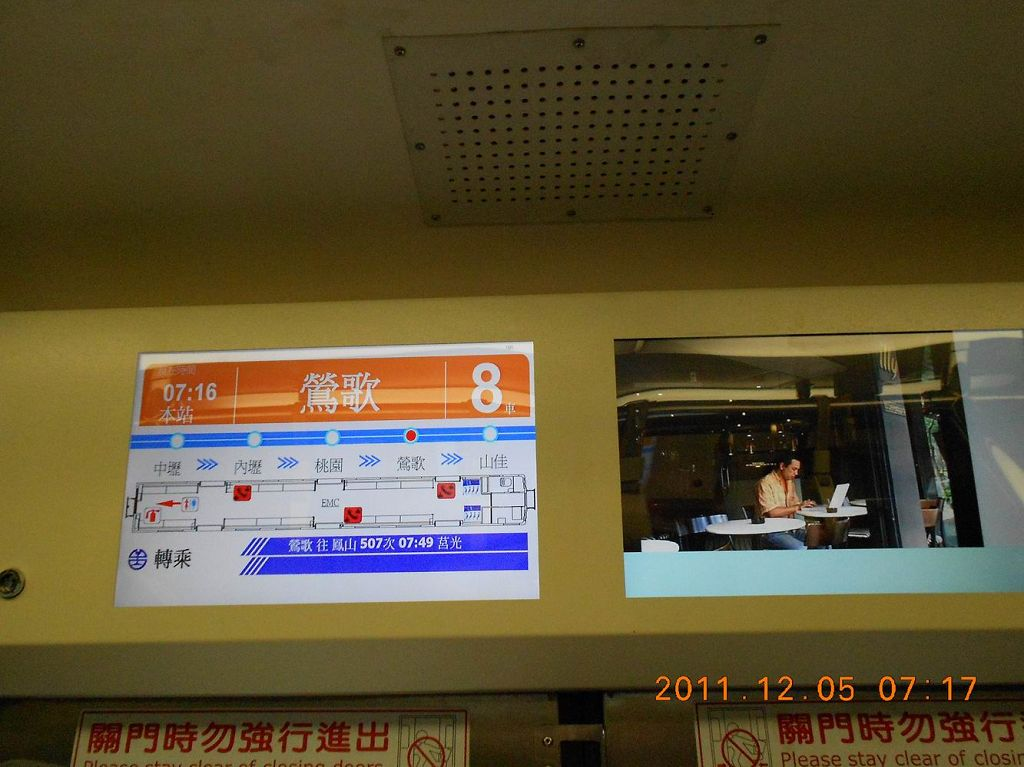
EMU600型資訊顯示器（二代版本）

##### 第三代版本
資訊顯示器
此次改版變動最大，首先上半部的所在車廂編號文字變成藍色；再來沿途各車站的路線圖，原本藍色橫線及車站圓圈標示皆移除，僅保留車站名稱，字體也加大；且最多只能顯示停靠的某站及下面三座停靠站，而兩車站名間改以粗體藍字的「←←」或「→→」符號相連，而列車往下一停靠站移動時，下一停靠站的站名與上一停靠車站名間的「←←」或「→→」符號與下一停靠站的站名會變成紅色，且雙箭頭持續閃爍，接近下一停靠站時雙箭頭將不再閃爍，變成該站站名持續閃爍。隨後當列車從該站開出時，只有站名隨列車行駛方向移到下一站，依此類推。而當列車距終點站若不滿三個站時，則終點站以後不再顯示藍色雙箭頭與站名，並依序遞減，運作模式與EMU700型類似。
而轉乘資訊標題由原本「台 / 高鐵 LOGO＋轉乘」改成「台 / 高鐵 LOGO＋台 / 高鐵 XX 站轉乘」，字體亦有加大。
列車編組示意圖改採較為簡潔的方框意象圖示，方框內並加註「X 車」，並能顯示四或八節車廂。

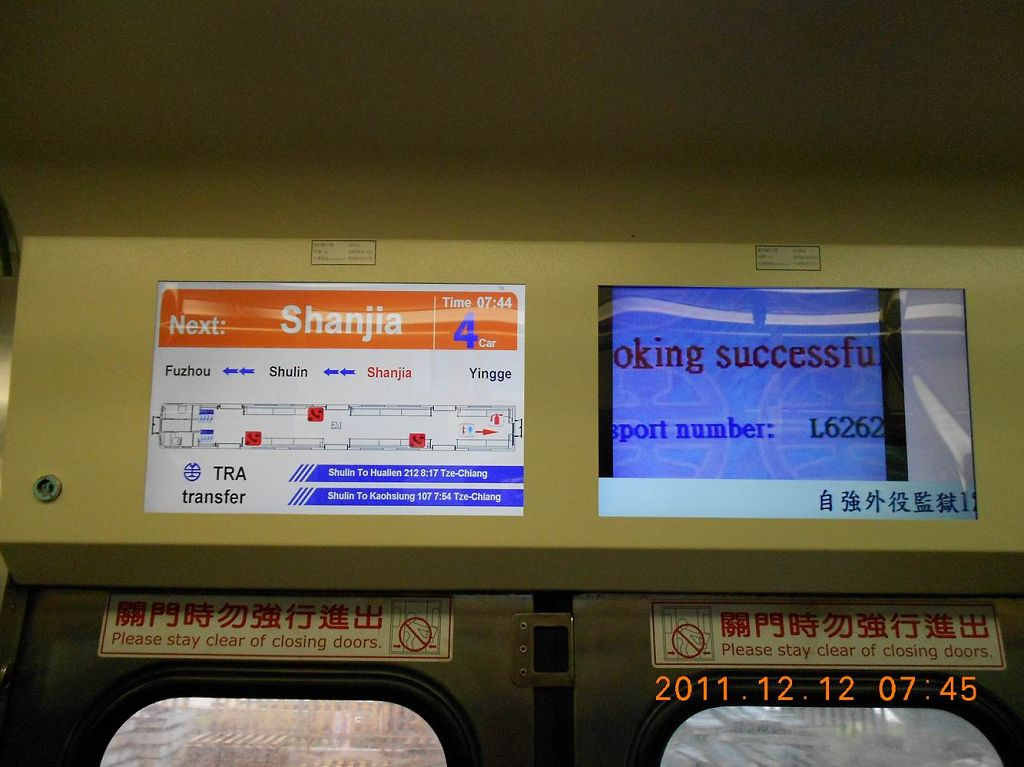
EMU600型資訊顯示器 三代版本

廣告顯示器

此次改版並無變動。

##### 第四代版本（目前版本）
資訊顯示器
此次改版系統建立於 Windows XP 上，將沿途各車站的路線圖中，車站名稱的中文字體部分再度加大。而轉乘資訊的版面亦有加大，且台鐵轉乘部分變成上 / 下行分行顯示，也能顯示最近兩班車資訊，而公車轉乘資訊也在這次改版中移除（因為公車轉乘資訊受到版面空間及硬體容量限制影響，每一停靠站最多只能顯示該站可轉乘的 2 條公車路線，而且所顯示的路線不一定是主要的路線，因此實用價值並不高）。另外，此次改版也將列車編組示意圖與車內設備配置圖合併在同一頁面顯示。
廣告顯示器
此次改版中，螢幕右側區域恢復顯示的台灣各主要縣市的天氣資訊，除採橫式文字、加大字體並重新設計版面外，天氣概況以圖示方式呈現。

##### 近期使用概況
因近年該設備之製造原廠倒閉，導致維修料件短缺因素，目前嘉義機務段有少數車輛之FI、DI及車內SI顯示器完全故障無法顯示，僅在車窗上貼上「沙崙線」供旅客確認班次，其中EMU612、613已將FI、DI全部拆除；新竹機務段多數編組之DD、DI及車內SI顯示器故障無法顯示，因運用關係僅在行駛六家線班次時貼上「六家線」告示。
目前所有編組皆已將舊有的雙螢幕拆除並更新完畢。

### 無階化改造
- 改造廠：中鋼機械/仕佳興業[6]
- 首組改造樣車為EMU609，於2017年5月18日進廠改造；最後改造編組為EMU602，於2020年2月20日改造完成，本型車已全數改造完畢。

有以下重點改造：
- 上下台門台階填平並設置突緣及車門入口受影響區域之車廂地板鋼體補強、鋪層更新，以及標示、標記與標語重新設置。
- 上、下台門通行淨高度至少1,850mm條件下，將車門門框切割、修改、焊接、補強及表面塗裝處理等。
- 上下台門之車門系統更新，包括將原先的 Warning 黃色按鈕取消，並將警示音改造成如同EMU500無階化車輛之開關門警示音、增設車門內外緊急開關門旋鈕[註 1]，拆除原有氣動車門並改造成電動車門，以及相關警告、禁制標示、標記與標語製作與張貼（與EMU500相同，採EMU800使用之樣式）。但改造後的電動車門，因原先氣動車門把手就會隱藏在門縫中，又未裝上可手動關門的拉環，因此當車門完全開啟時，無法手動關門（EMU500也有此情形）
- 乘客上、下台門扶手更新。
- 車廂內設置於上下台門上端之SI與VIPS雙螢幕LCD顯示器，配合門框及門機系統更新，調整裝設位置，並嵌入 / 整合於門機檢查蓋。
- 車廂聯結處裝設防止人員自月台處墜落軌道之車間防墜落裝置（似台北捷運樣式）。
- 上下台門鑰匙開關供應及更換作業。
- ET600型拖車增設車外「車門開啟、車門關閉」顯示器（與 EMU700 車門無階化改造後相同）。

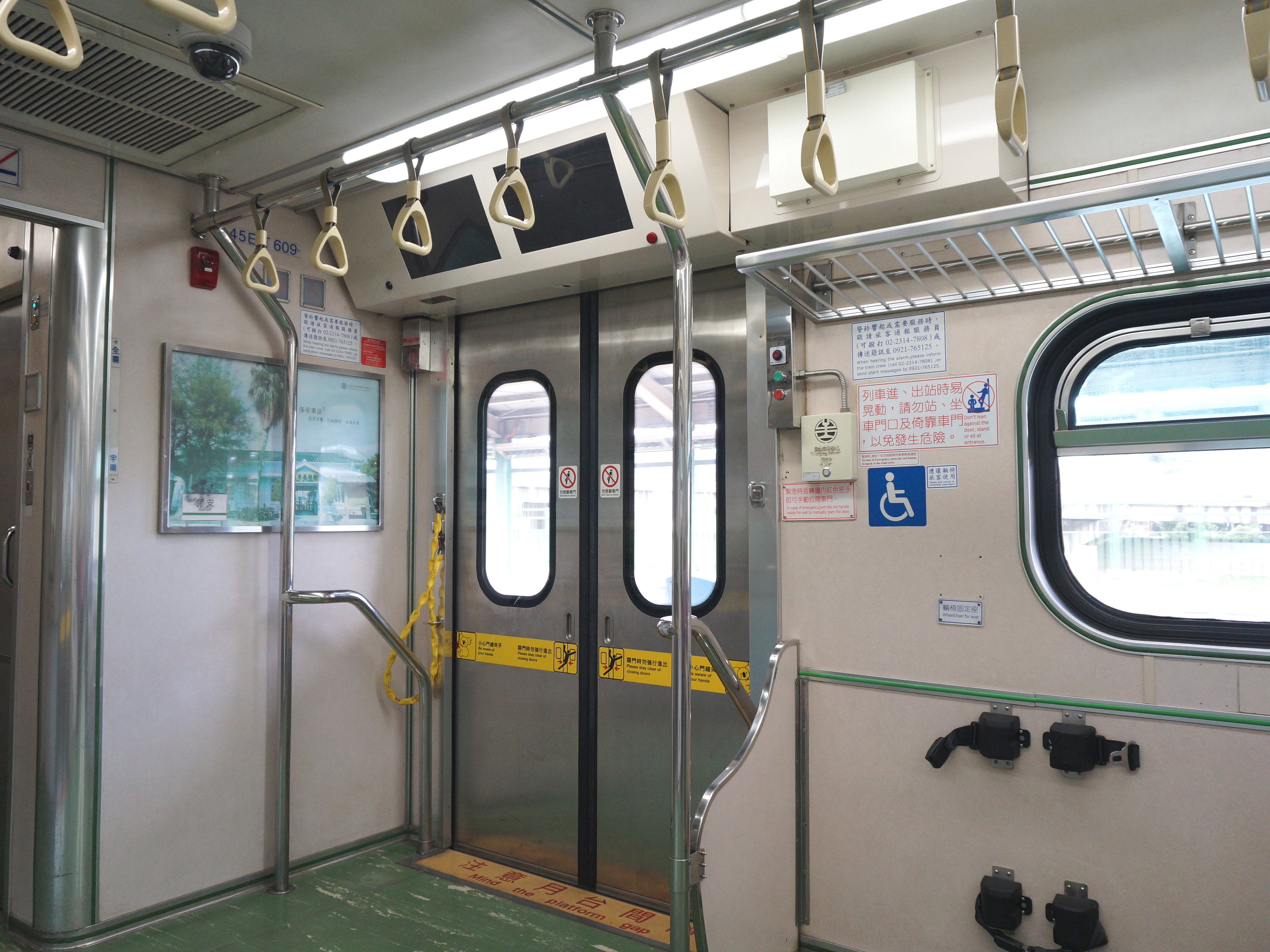
無階化改造後的車門
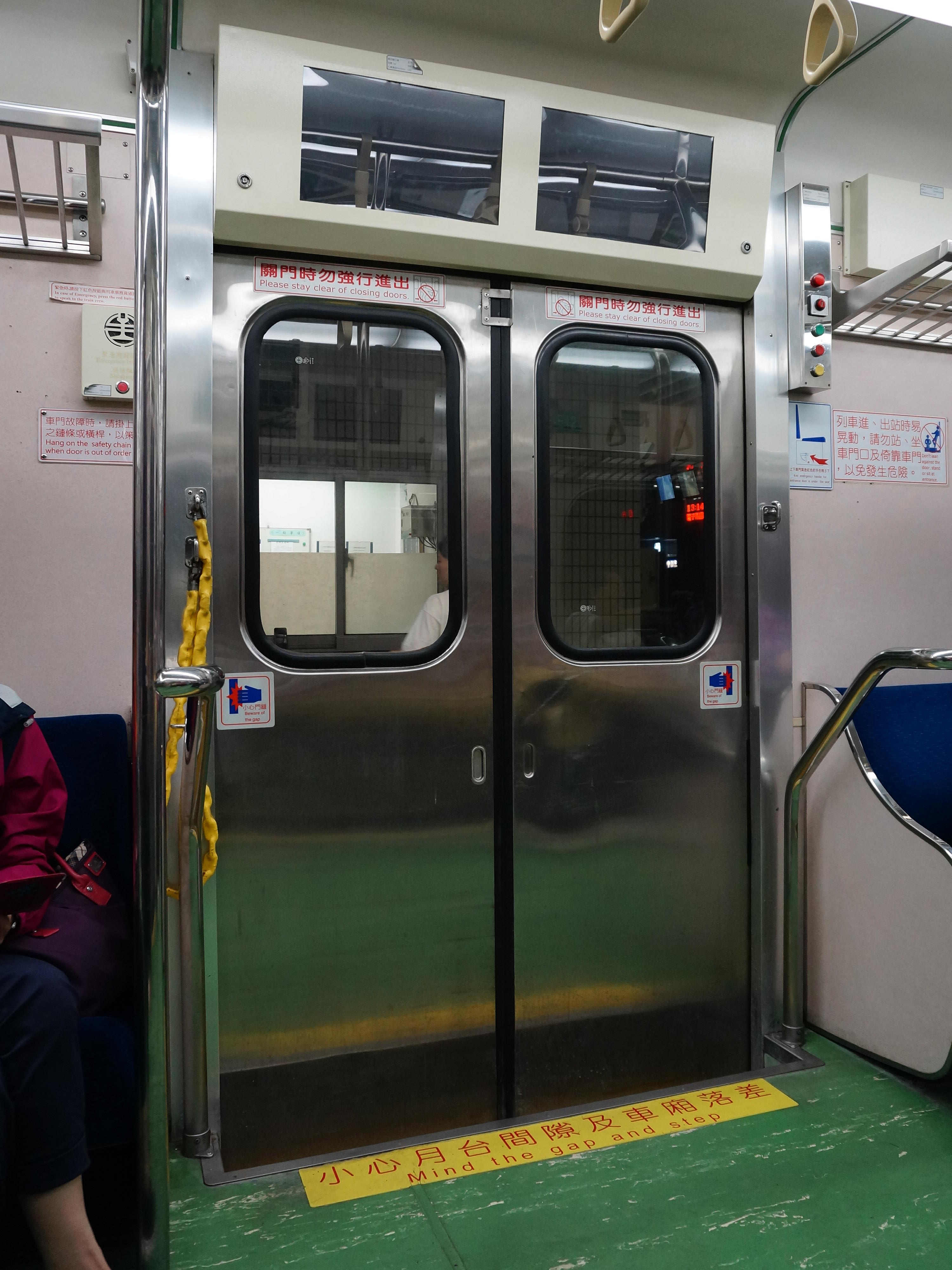
無階化改造前的車門

### 內裝改造
2019年6月14日，臺鐵表示EMU500內裝更新的電聯車上路後頗受各界好評，因此將全數更新EMU500型其餘70組以及EMU600型全部共14組電聯車全數336輛車廂更新，預計110年辦理招標，決標後6年內全部完工，預估經費15億元。

### 閉路監視器及車內資訊雙螢幕改造

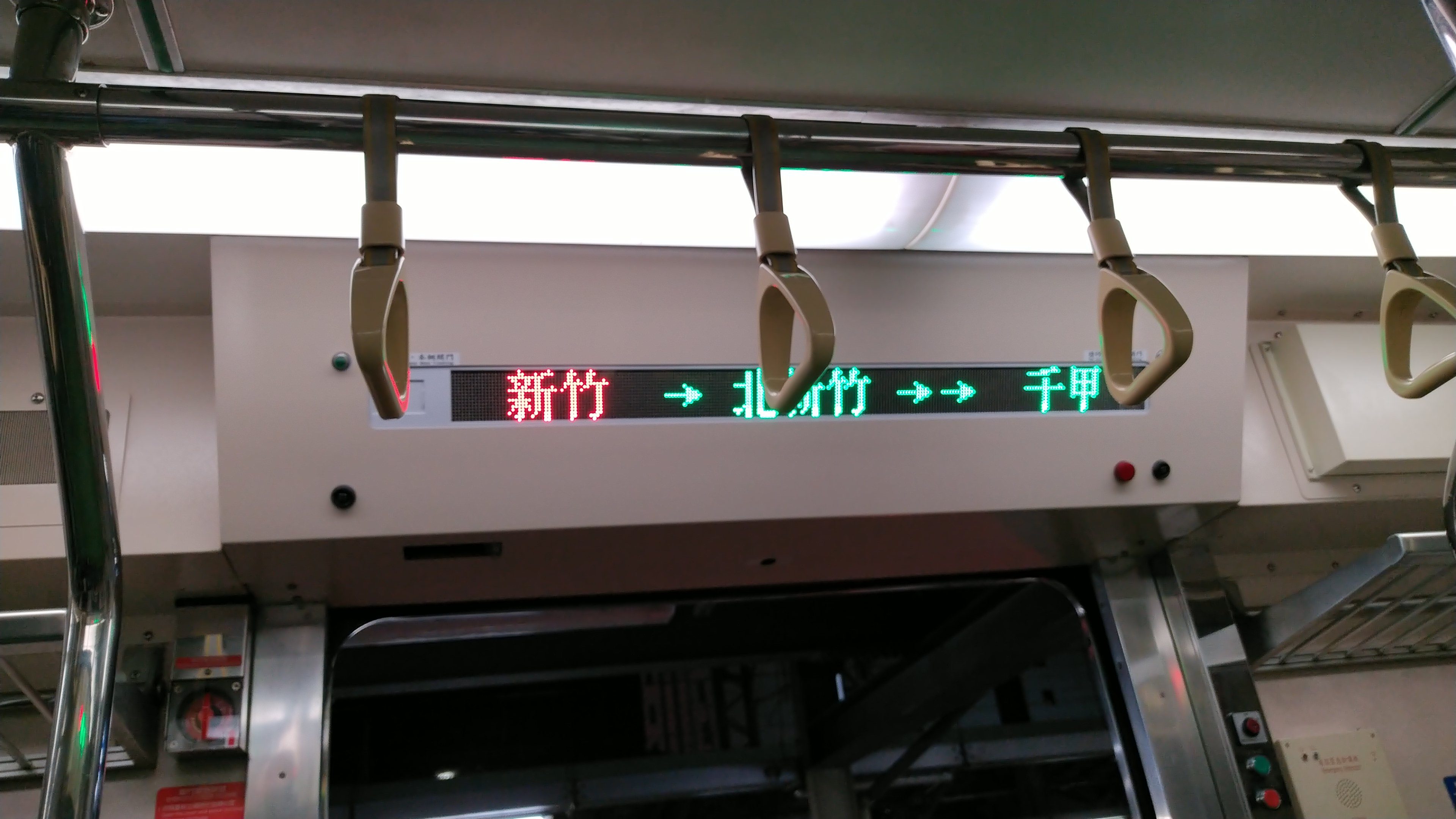
更新後的LED顯示器

台鐵表示，本型車將進行閉路監視器（CCTV）、車內上下台門上方之螢幕（SI、VPIS）與車外顯示器（DI）改造，並由中華碩銓科技股份有限公司（中華電信關係企業）得標，可解決近年車內資訊系統故障之問題，並將於2021年底前完成改造；首組改造樣車EMU613已於2020年8月24日迴送至富岡基地進行改造並於2021年5月5日上路首航3709次區間車。
有以下重點改造：
1. 車外終點顯示器更新:拆除原本故障的LED終點顯示器（簡稱DI，EMU612、613因已拆除此設備故直接裝上），重新安裝新品（使用類似EMU900的全彩LED，顯示方式與原先EMU610-614的版本相同並調快切換速度），另外本次改造已將車頭終點顯示器（簡稱DD）取消。
2. 車內顯示器更新:拆除原先雙螢幕，改成類似EMU500之到站顯示器（簡稱SI，和EMU500之SI一樣只能顯示一行字，因此會不斷進行中英文輪播），但仍沿用原本雙螢幕的面板外框，與EMU500的顯示器面板外觀不同（EMU600的面板僅單一斜面，顯示器置中且向下傾斜；而EMU500的面板為兩段，顯示器位於上半部且水平放置）。
3. 廣播系統更新:加上提示音樂和轉乘廣播，語音順序調換為國-英-臺-客，且開門廣播採用新版本。
4. 緊急對講機及貼紙標語更新:原有緊急對講機移除，重新安裝新的緊急對講機並將標語充新製作與張貼（似EMU500樣式）
5. 閉路監視器更新:原有之閉路監視器（簡稱CCTV）拆除，重新安裝新品（位於第一窗至第二窗和第三窗至第四窗之間）

## 運用方式
EMU600型電聯車以電氣化支線（六家線和沙崙線）運用為主，目前僅2組配置於沙崙線班次，其餘待修復。

## 重大事故
- 2003年10月14日：南下2507次由基隆開往新竹的通勤電聯車（事故編組EMU603），於鶯歌鎮東鶯里（今新北市鶯歌區）平交道，撞擊因拖板車擋道而停留在平交道上之新北市立育林國中畢業旅行遊覽車，共有學生4名死亡37名輕重傷，EM603及ET603車廂受損，事後平交道附近道路被拓寬，受損車廂也進廠修復（外觀有修補痕跡）[8]。

- 2021年1月9日：由本型車行駛的1147次區間車，在停靠南港站時，發生集電弓傾斜脫落意外事故（事故編組EMU607）[9]。

## 圖片

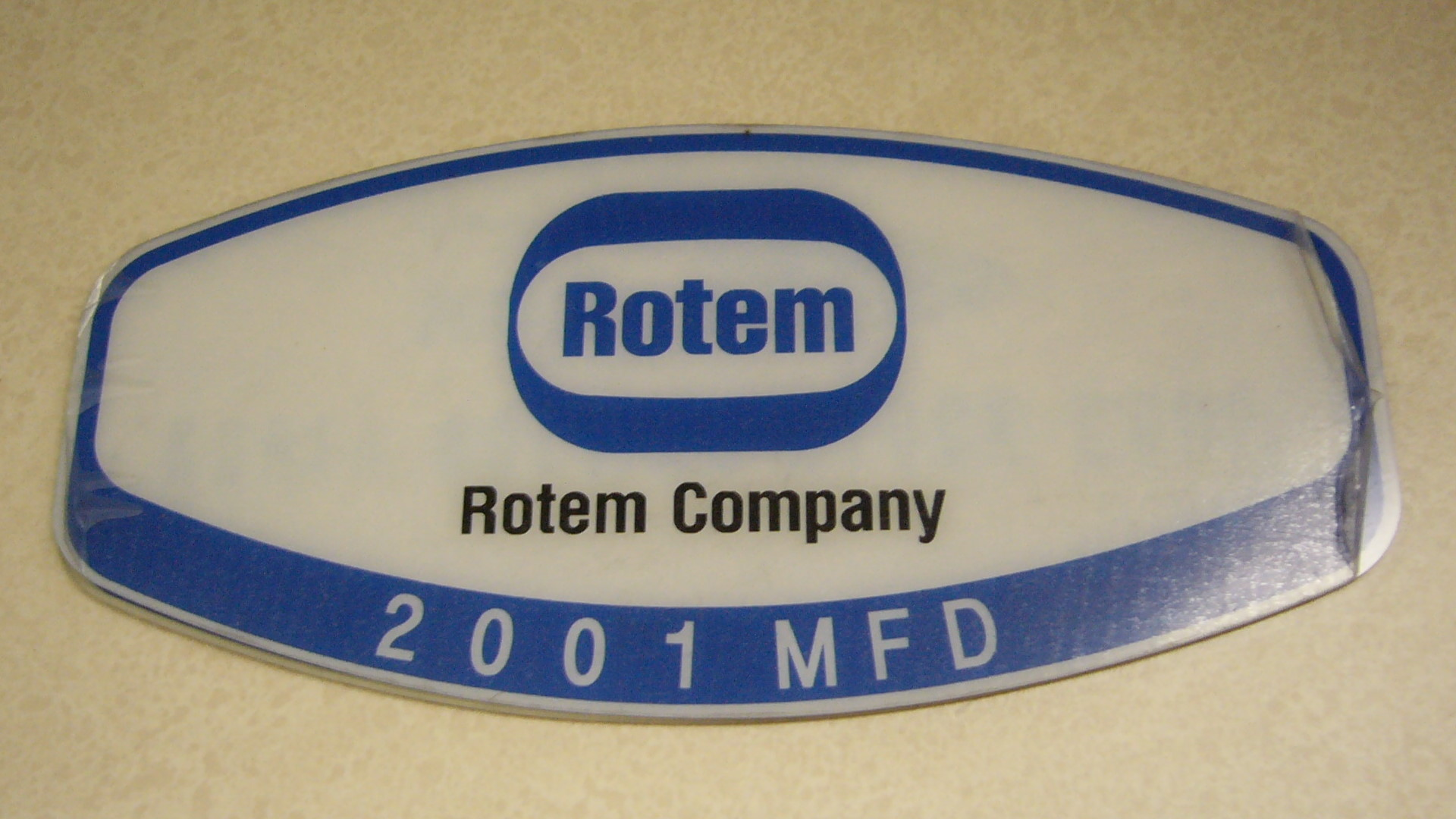
EMU600型車內的Rotem銘板
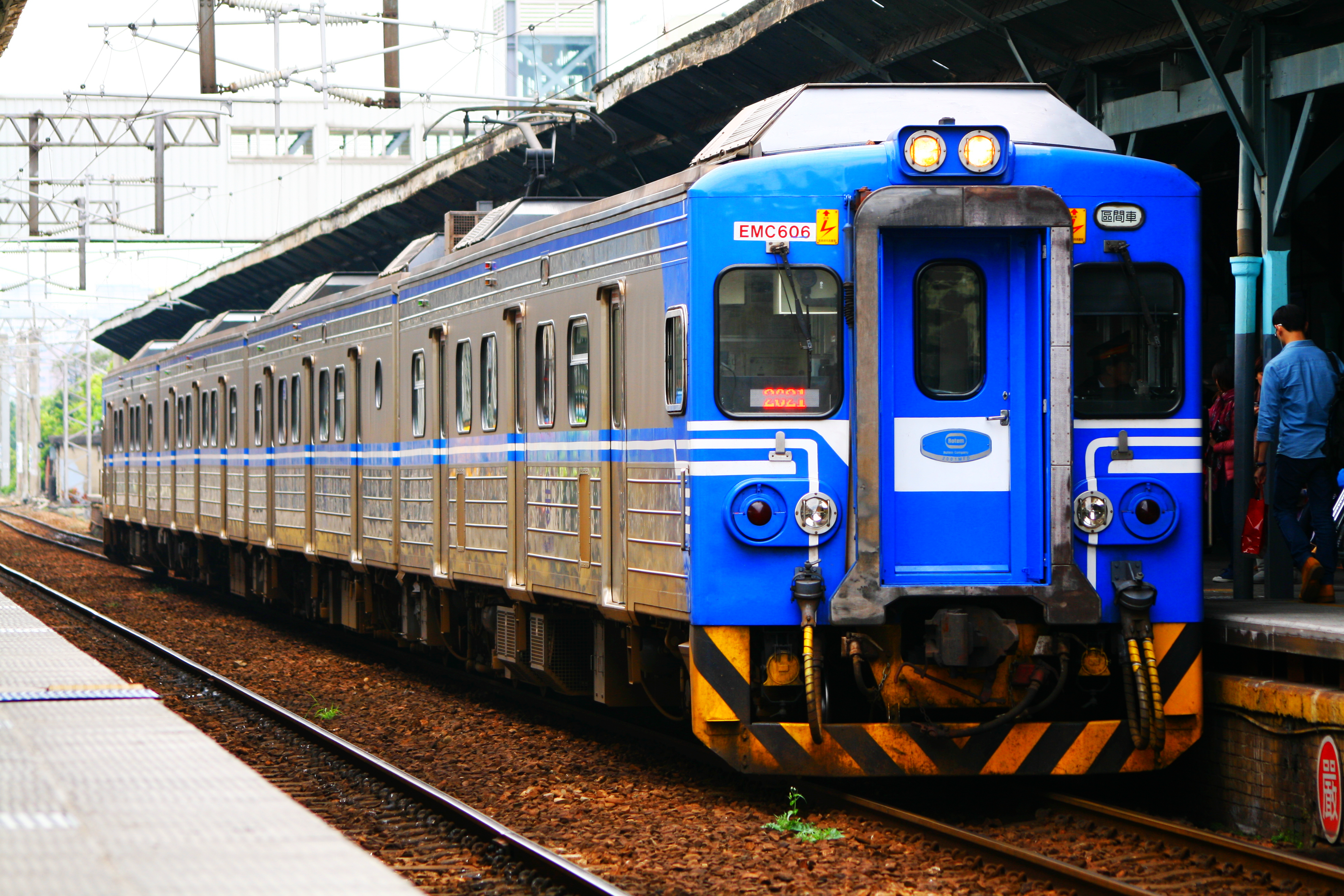
EMU600停靠舊台中站的照片
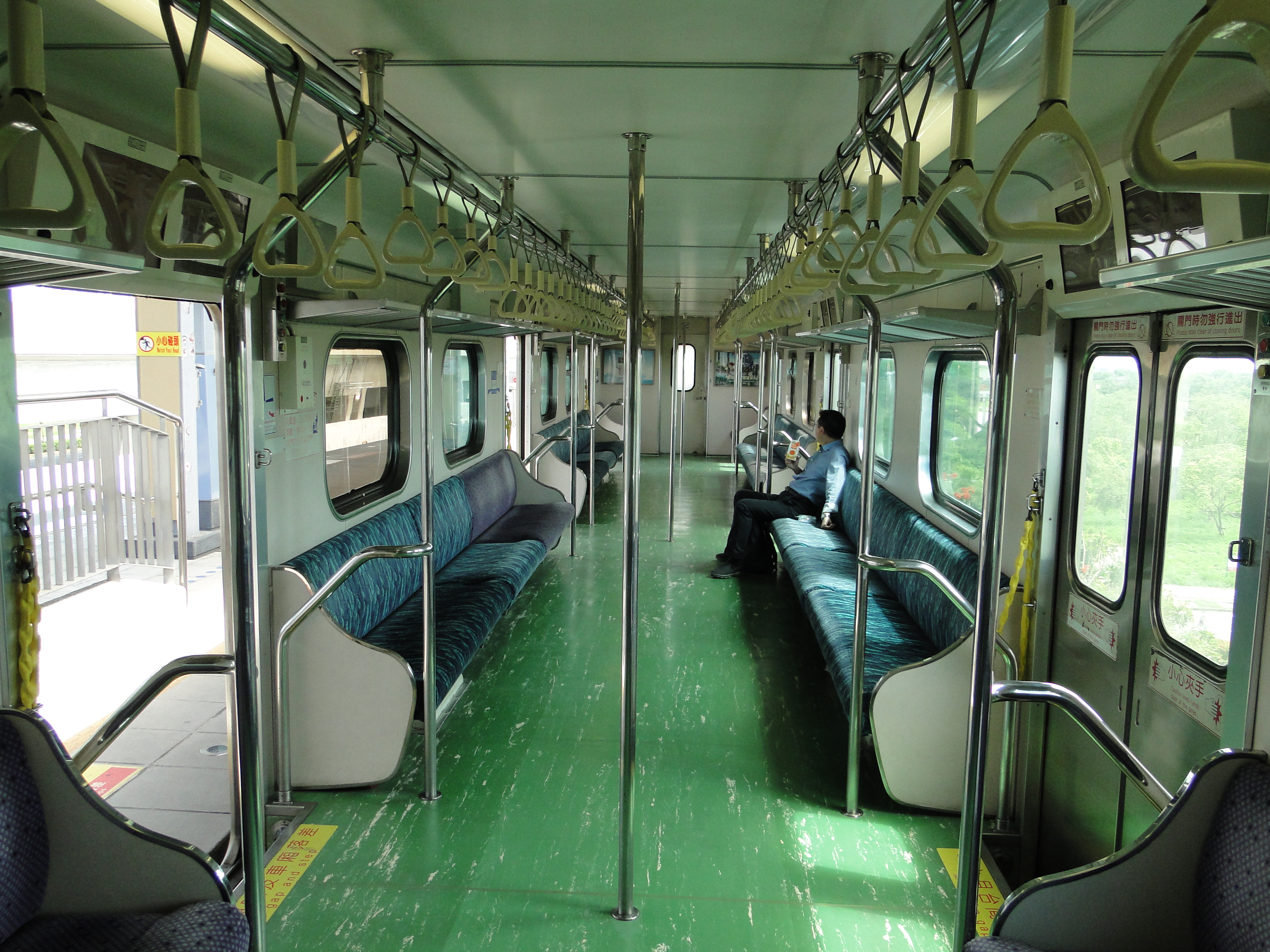
EMU600座椅改造車內裝（車門無階化前）
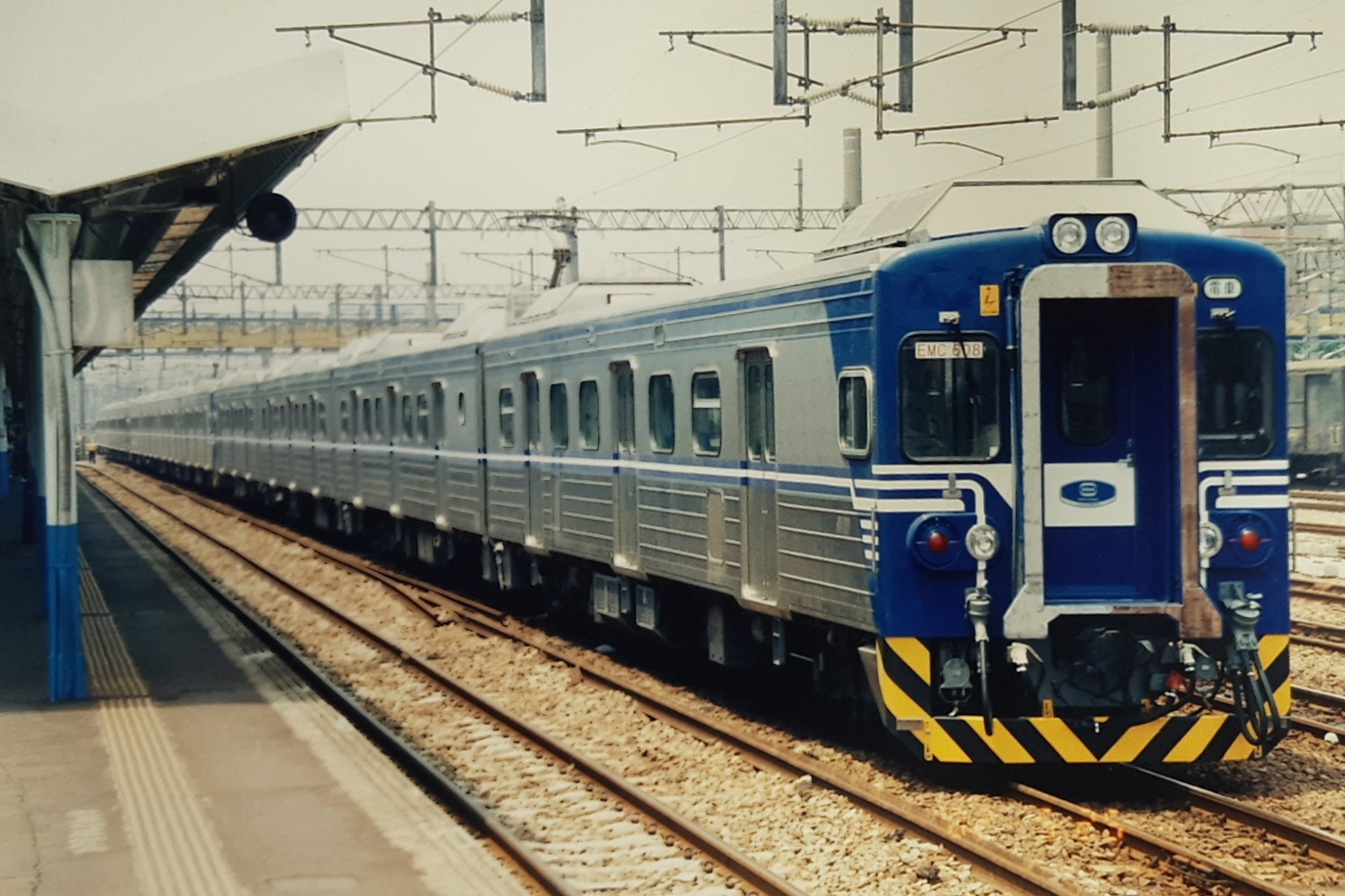
於新車試運轉期間以3組12輛行駛至彰化的EMU600型電聯車
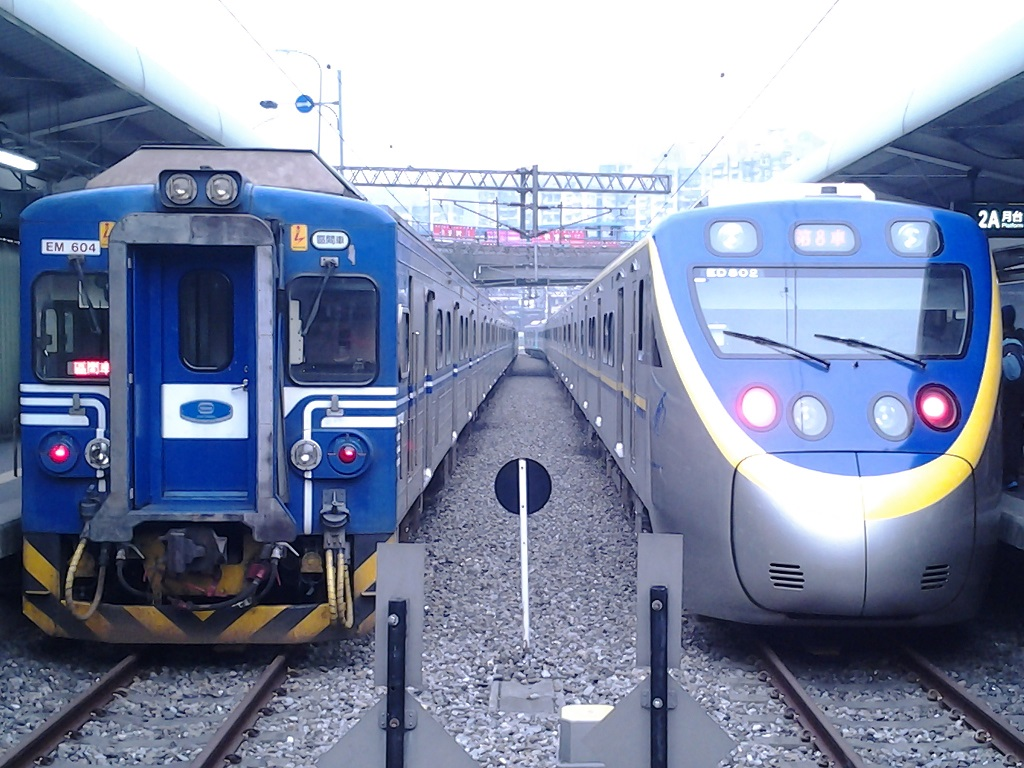
停在舊基隆車站的EMU600型（左）與EMU800型（右）
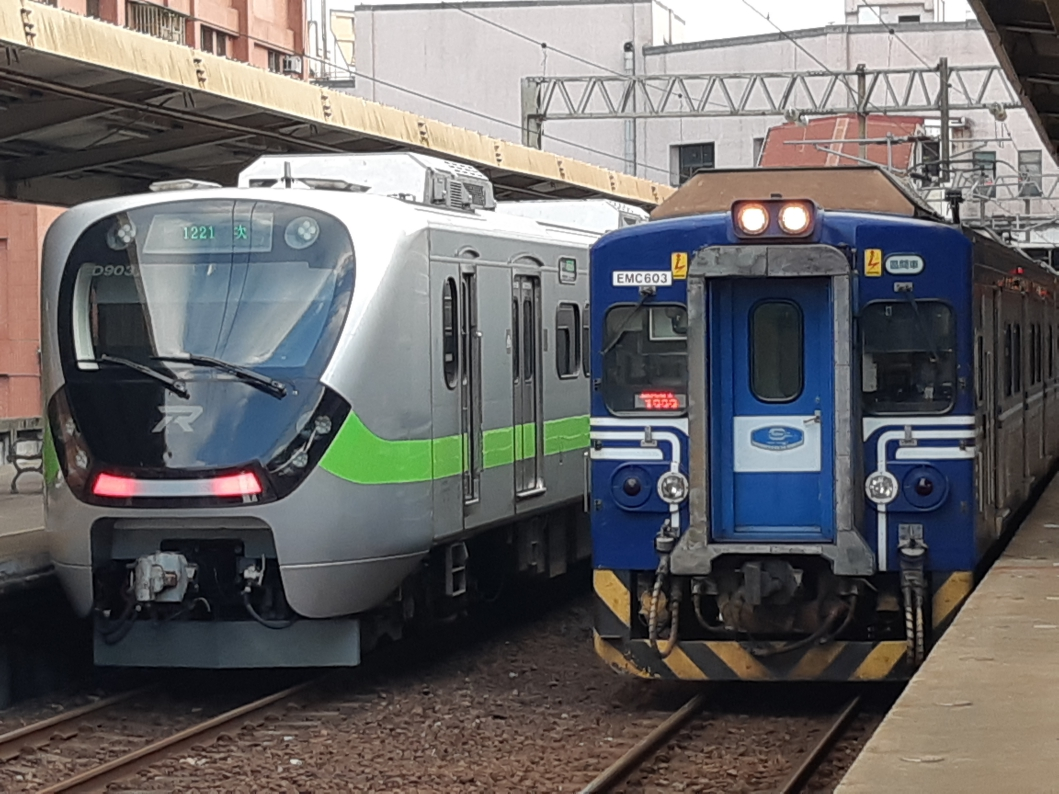
EMU900型（左）與EMU600型（右）
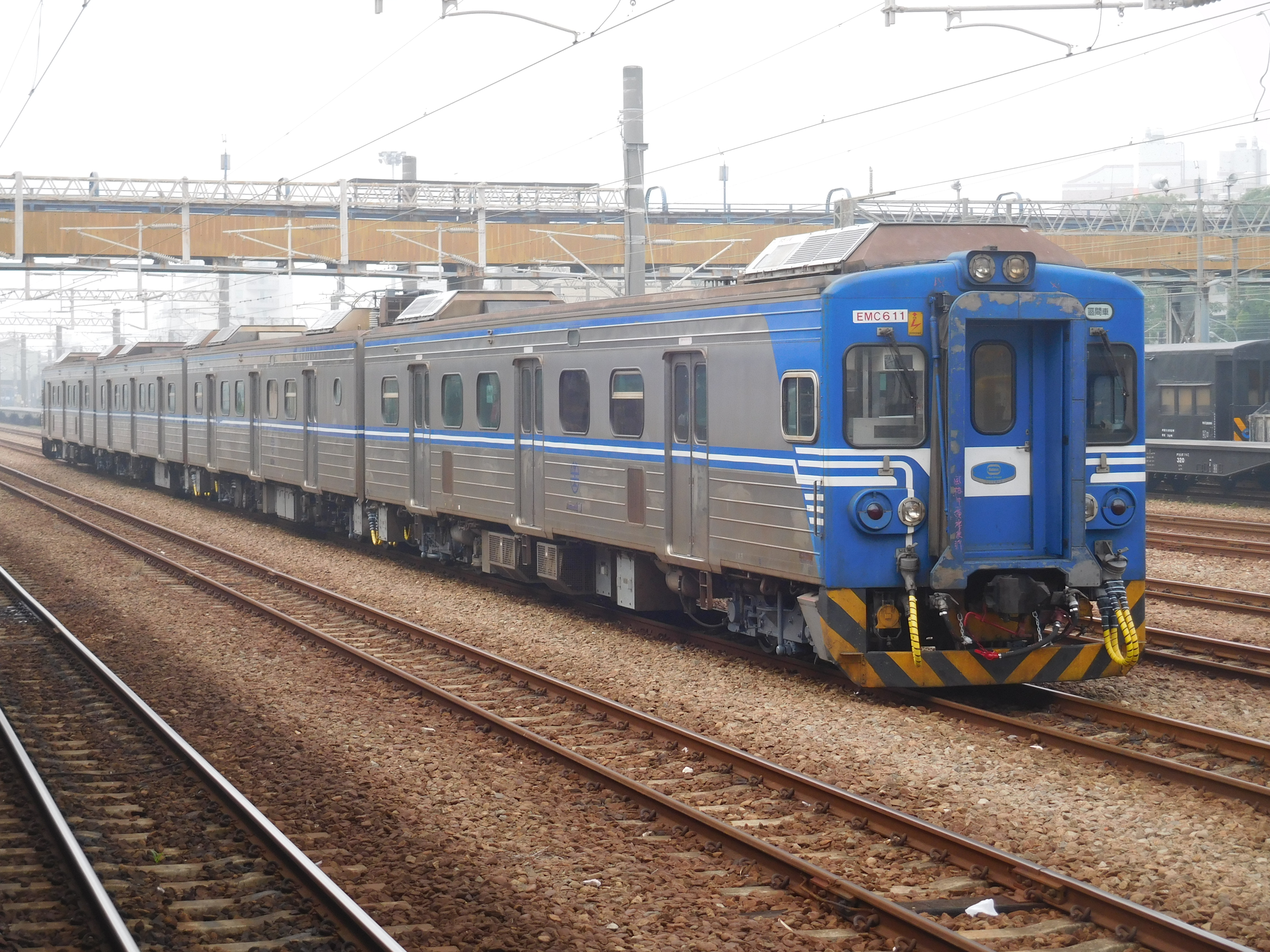
於彰化車站準備回送至仕佳興業進行無階化改造的EMU611

### 已卸除
- EMU602：2013年基隆黃色小鴨活動彩繪
- EMU603：2019年新竹市立動物園彩繪（車身與內部彩繪）[10]
- EMU604：2009年中原大學彩繪[11]、2019年新竹市立動物園彩繪（車身與內部彩繪）[10]
- EMU605：2016年基隆建港130週年彩繪（車身與內部車門）[12]
- EMU606：2012年跨年夜龍來台南彩繪
- EMU607：2014年桐花之星彩繪
- EMU610～EMU614：2011年台南特色彩繪

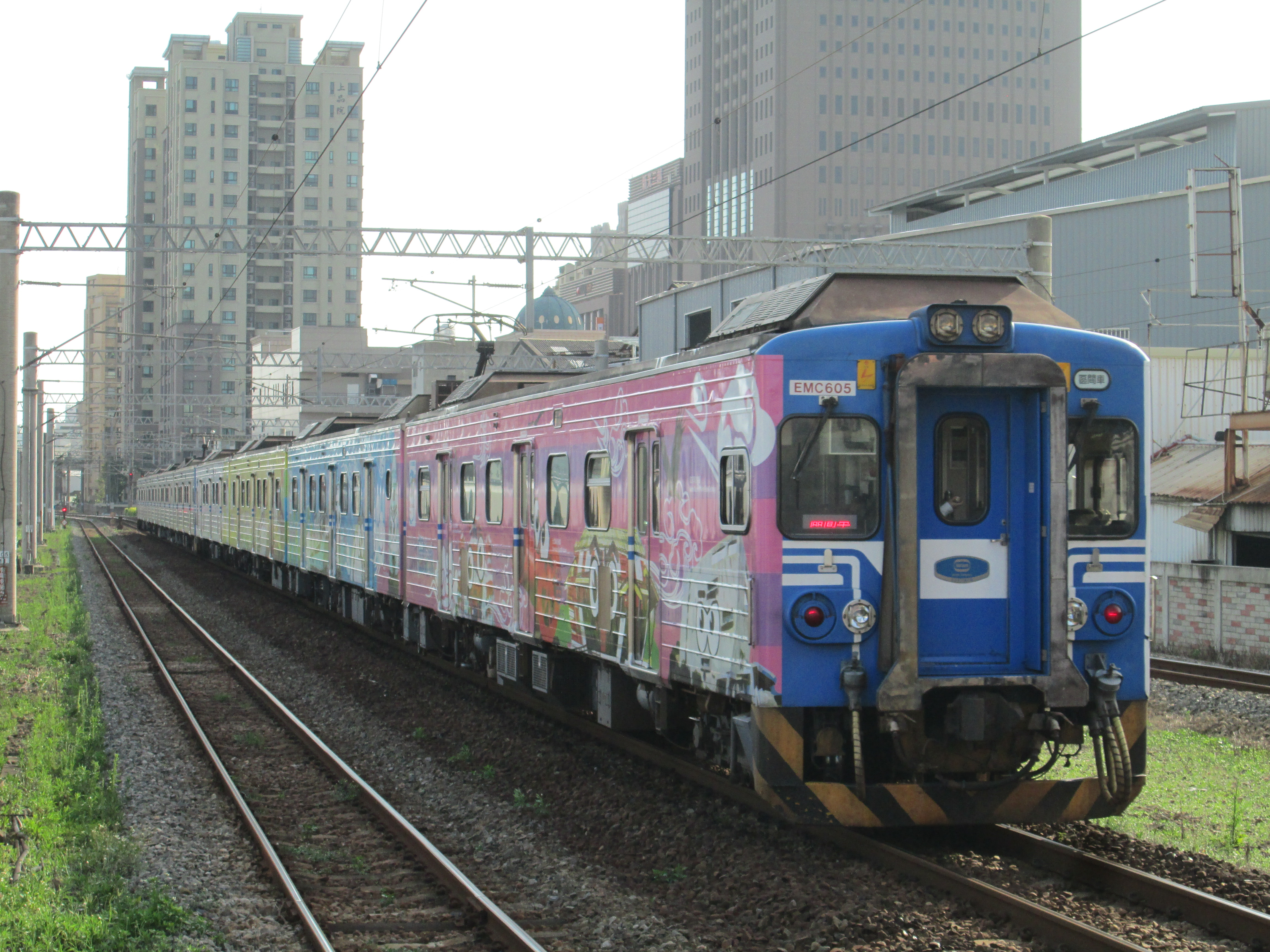
EMU605基隆海洋彩繪
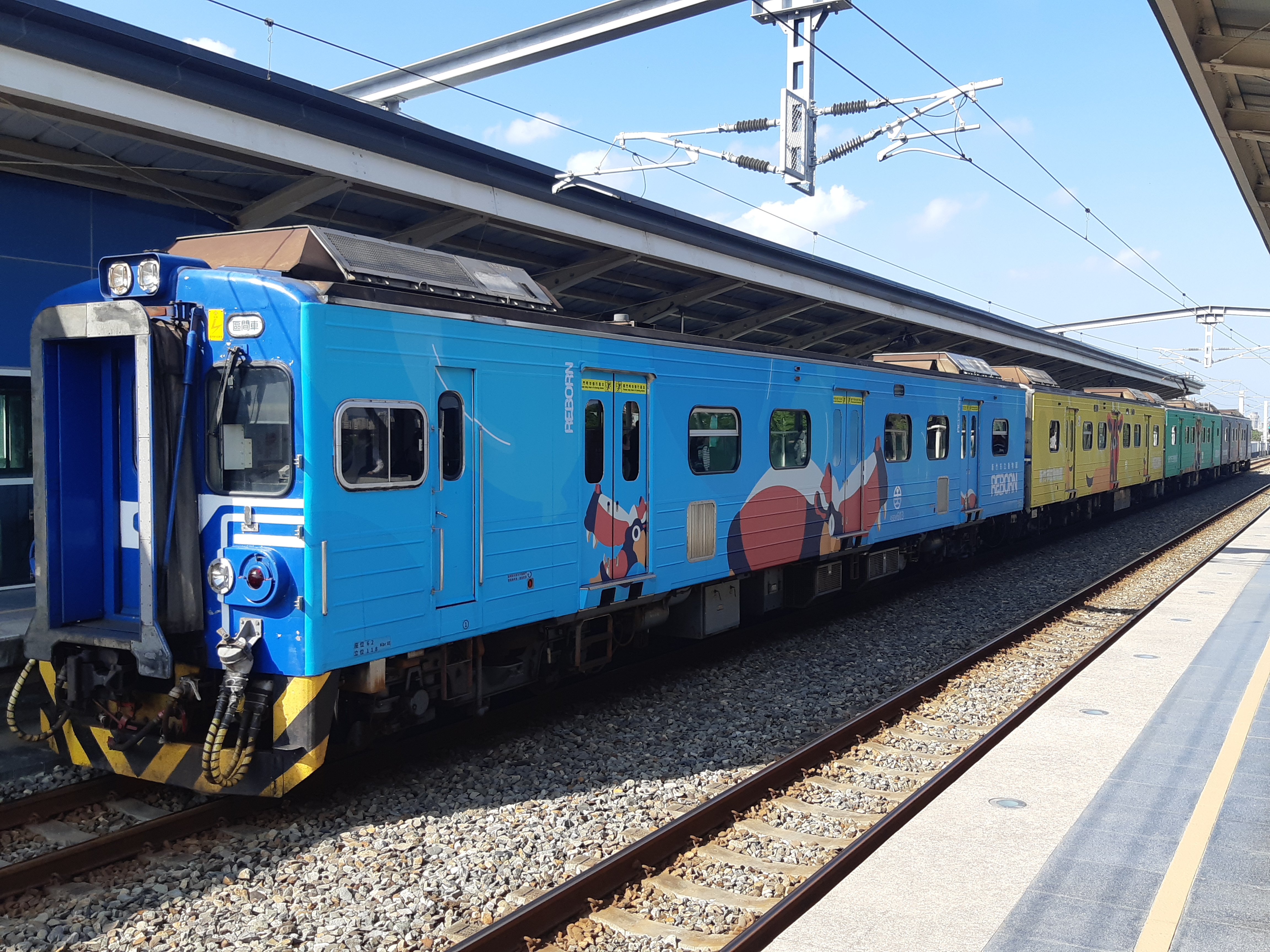
新竹市立動物園彩繪車EMU603

## 外部連結
- 新一代的IGBT電腦車~EMU600